# 베이블레이드 버스트의 베이 목록
다음은 《베이블레이드 버스트》의 베이 목록이다.

## 엑스칼리버(Xcaliver)
- 어택형

### 엑스칼리버 포스 익스트림(Xcaliver Force Extreem)
- 사용자 : 샤쿠엔지 카이자

### 제노 엑스칼리버 매그넘 임팩트(Xeno Xcaliver Magnum Impact)
문서 참조

### 지크 엑스칼리버 원 아이언(Sik Xcaliver Own Iron)
- 사용자 : 샤쿠엔지 카이자
- 공격형 베이임에도 락이 4개나 되며, 무르지 않고 단단해서 공격 반동을 비교적 오래 버텨낼 수 있고 버스트력이 갓 레이어 시리즈 베이 중에서도 최상위급이라 사용하기에 따라 락이 단단한 베이들도 쉽게 버스트 시킬 수 있다. 순정 조합도 상위권에 들어가고, 조합까지 되면 다방면으로 활용 가능하다. 단점은 지구력이 약하고, 레이어가 편중심이라 중심이 무너지면 쉽게 역공에 당할 수 있으며, 공격 운영을 중점으로 하기 때문에 리스크가 크다는 것. 이로 인해 대회에서는 조커 카드 용도로 쓰였다. 다만 이러한 편중대는 1 코어 디스크의 무게가 쏠린 쪽을 공격점과 반대로 놓으면 해결된다. 1 코어 디스크는 현존하는 유일한 편중심 코어 디스크로, 트리플 임팩트를 발동시킬 수 있는 엑스칼리버 전용 디스크이다. 아이언 드라이버는 축 끝이 금속 재질로 되어 있어 무게가 7g 후반에 머무는 드라이버지만 마찰력이 적어 속도가 그렇게 빠르진 않다는 단점이 있는데다가 갓 시즌에서는 디펜스, 스태미너 타입이 주 조합이었기 때문에 도태되었다.
- 갓 어빌리티 : 트리플 임팩트

### 버스터 엑스칼리버 원 대시 대거 소드(Buster Xcaliver Dash Dagger Sword)
- 사용자 : 잔 보가드
- 버스터 엑스칼리버 레이어는 전작 지크 엑스칼리버와 마찬가지로 메탈 소드가 박혀 있으며, 검을 돌출시키지 않은 노말 모드와 검을 바깥으로 돌출시킨 버스터 모드 중 하나를 선택할 수 있는 레이어이다. 그러나 노말 모드 상태에서 강한 충격을 받으면 강제로 버스터 모드로 바뀐다. 락은 위닝 발키리 수준으로 매우 강하다. 무게는 19.69g. 1'(원 대시) 디스크는 1 디스크의 상위 호환 버전으로 중량이 늘어나고 편중대가 강화된 디스크이다. 무게는 22.88g. 소드 드라이버는 스파이크 모양의 메탈 축과 두 개의 금속 검으로 이루어진 드라이버이며, 높이가 볼카닉 드라이버 수준으로 초Z 드라이버중 '고'에 해당된다. 무게는 9.2g로, 무거운 편에 속하지만 속도가 느리고, 밸런스 유지력이 좋지 않아 도태되었다.
- 초제트 어빌리티 : 버스터 임팩트

## 데스사이저(Deathsizer)
- 사용자 : 쿠로가미 다이나
- 어택형

### 데스사이저 오벌 엑셀(Deathsizer Oval Accel)
- 개조한 데스사이저 헤비 디펜스는 너무나도 강력한 나머지 데스사이저를 대항하기 위해 타카라 토미에서는 넵튠 아머 제퍼를 만들었지만 결과는 데스사이저의 완승이었다. 타카라 토미에서는 더 이상 답이 없다고 생각했는지 현재 일본 베이블레이드 공식 대회 지정 금지 베이가 되었다. 10월 24일부터 한국에서도 이 레이어를 사용한 조합은 금지 되어있다. 금지된 이후 오딘, 와이번, 넵튠이 그 자리를 대신하였다. 현재 인터넷에서 8만원~12만원 언저리쯤의 고가에 거래되고 있다.

### 다크 데스사이저 포스 재기(Dark Deathsizer Force Jaggy)
- 다크 데스사이저 또한 데스사이저처럼 일본에서는 17년 7월 15일 당당히 명예의 전당에 등록 되어 대회 사용 금지 베이가 되었다. 한국은 17년 9월 2일 명예의 전당의 등록. 레이어는 17년 생산보다 16년 생산 레이어가 더 좋은데, 이유는 16년판 다크 데스사이저(구형)가 칼날이 잘 부러져 2017년부터는 레이어를 제작할 때 칼날 부분에 보강을 하였고, 이 때문에 무게중심이 틀어져 지구력이 떨어졌기 때문이다. 문제는, 잘 깨진다는 단점이 개선되지 않았다는 것. 제품의 단점을 개선하지 못하고 질만 떨어뜨린 것이다. 베이블레이드 버스트가 나온 직후에는 최강의 베이라고 불릴 정도였으나 이후 시리즈 최초의 좌회전 베이이며 큰 중량과 강력한 공격력을 자랑하는 로스트 롱기누스와 갓 레이어를 가진 드레인 파브닐의 등장으로 자연스레 묻혔다.

### 킬러 데스사이저 투 볼텍스 헌터(Killer Deathsizer Two Voltex Hunter)
문서 참조

### 할로우 데스사이저 트웰브 엑스 하이 엑셀 대시 포 어택(Hallow Deathsizer Twelve Axe High Accel Dash Four Attack)
- 할로우 링은 킬러 데스사이저와 다크 데스사이저를 합친 형태이고, 킬러 데스사이저의 더블 스트라이크 부분이 가벼웠던 단점을 보완하기 위해 낫 형태의 칼날에 메탈 파츠를 탑재했으며, 버스터 엑스칼리버처럼 지나치게 편중대가 심해지지 않도록 반대쪽에도 메탈 파츠를 추가했다. 편중심 형태이기 때문에 갓 시즌의 지크 엑스칼리버처럼 강한 공격력을 이용한 조커 카드 용도로 쓰일 것으로 보였으나 루시퍼2 칩으로 균형을 맞추고 높은 무게를 이용한 역회전 조합으로 쓰이는 경우가 많다. 무게는 14.75g으로 링 중 가장 무겁다. 4A 섀시는 1S, 1D 이후 등장한 세 번째 싱글 섀시이고, 현재까지의 어택 타입 섀시들 중 유일한 양회전 섀시이자 싱글 섀시다. 좌우의 메탈 분포가 다르게 되어 있어 편중심인데, 할로우 링과 조합하여 편중심 공격, 밸런스 공격 모드를 선택할 수 있다. 다른 싱글 섀시와는 달리 락은 1S, 1D보다 더 높은 3클릭이며, 루시퍼2 칩의 편중대를 조정하는 역할을 하기 때문에 할로우 링과 조합하여 실전용 파츠로 자리잡았다. 무게는 16.7g. 각각 섀시에 방향에 따라 밸런스 공격 모드와 편중심 공격 모드로 전환할 수 있다. 하지만 밸런스 공격 모드만이 위와 같은 좋은 성능을 발휘할 수 있으며, 편중심 공격 모드는 편중대가 심한 탓에 안정성이 매우 떨어져 실전 투입이 불가능하다. 엑스 프레임은 초Z 시즌 이후로 나온 신형 프레임이다. 생김새는 볼텍스 프레임과 유사하며, 역날 칼날이 공격을 하는 기믹이다. 무게는 3.5g으로 익스팬드보다 무거우나 슈퍼킹 시즌의 어택 타입은 더블 섀시로 많이 쓰이기 때문에 도태되었다. 드라이버는 데스사이저 오벌 액셀의 액셀 드라이버의 하이 버전인 하이 액셀 대시를 사용하였다. 하지만 퓨전 드라이버와 같이 뒷심이 좋지 않고 스태미너가 애매한 단점을 그대로 가지고 있는데다가 높이가 높아져서 무게중심이 지나치게 위로 쏠려있어서 안정성까지 떨어져 도태되었다.

## 케르베우스(Kerbeus)
- 디펜스형

### 케르베우스 센트럴 디펜스(Kerbeus Central Defence)
- 사용자 : 미도리카와 켄스케

### 카이저 케르베우스 리미티드 프레스(Kaiser Kerbeus Limited Press)
문서 참조

### 가디언 케르베우스 헤비 리볼브(Guardian Kerbeus Heavy Revolve)
- 사용자 : 미도리카와 켄스케
- 가디언 케르베우스 레이어는 디펜스형인데도 불구하고 클릭이 3개밖에 없는데다 높이가 낮아서 실전에서 쓰기에는 부적합하다. 처음에 출시되었을 때는 맥시멈 가루다의 카운터 용도로 이용되긴 했지만 락이 약하다는 단점이 너무 부각되었고, 성능 좋은 탑 티어 베이들이 줄줄이 나오면서 묻히고 말았다.
- 갓 어빌리티 : 체인 프로텍션

### 해저드 케르베우스 세븐 아토믹(Hazard Kerbeus Seven Atomic)
- 사용자 : 카일 하킴
- 해저드 케르베우스 레이어는 체인 형태의 메탈 파츠가 장착된 부분의 스프링이 튕겨내어 충격을 완화시키는 역할을 한다. 그러나 이 스프링의 효과는 미미하고, 락도 헬 샐러맨더보다도 약한 편인 데다가, 레이어 구조상 걸리는 부분이 많아 버스트가 잘 나서 실전에서 그대로 쓰는 것은 무리이다. 국내에서는 아토믹 드라이버가 티어권에서 밀려나고 베어링 드라이버가 금지되면서 인기가 식었으나, 베어링 드라이버가 금지되지 않은 일본 현지에서는 트리플 부스터 세트의 인기가 아직도 여전하다.
- 초제트 어빌리티 : 체인 바리케이드

## 발키리(Valkyrie)
- 사용자 : 아오이 바루토/강산
- 타입 : 어택형

### 발키리 윙 엑셀(Valkyrie Wing Accel)
- 성능 : 엑셀 드라이버의 스태미너와 속도 덕분에 준수한 성능을 보여 주지만 다른 어택 형 베이에 비해 타점이 별로 없다.

### 빅토리 발키리 부스트 배리어블(Victory Valkyrie Boost Valriable)
- 성능 : 레이어의 락이 강한 편은 아니지만, 듀얼 레이어 시즌은 특정 레이어가 아니면 심할 정도로 락 차이가 나진 않았기에 큰 문제는 없었다. 베리어블 드라이버는 사용할수록 베이의 움직임이 달라지고, 속도가 빨라진다.

### 갓 발키리 식스 볼텍스 리부트(God Valkyrie Six Voltex Reboot)
문서 참조

### 스트라이크 갓 발키리 식스 볼텍스 얼티메이트 리부트(Strike God Valkyrie Six Voltex Ultimate Reboot)
- 성능 : 갓 칩이 일반 갓 칩이 아닌, 갓 발키리 전용 스트라이크(격(擊)) 갓 칩이다. 갓 발키리 레이어에 스트라이크 갓 칩을 장착하면 비대칭 부품이 붙어 편중심이 되고, 메탈 파츠가 있어 무게 또한 올라가며, 바운드 레이어가 고정되어 기존 갓 어빌리티인 '바운드 어택'이 '갓 슬래시'로 바뀌게 된다. 겹쳐진 칼날을 통한 공격은 바운드 어택을 훨씬 상회하는 위력을 발휘한다고 하며 실제 완구도 원본보다 눈에 띄게 공격력, 버스트력이 높아진다. 그리고 코믹스판에서 갓 칩을 연결한 것만으로 드레인 파브닐을 버스트시키는 정도면 작중의 공격력도 충분히 최상위권에 들 듯. 단점은 기존 갓 발키리의 락이 그대로 계승되어서 바운드 레이어가 고정되어 받는 데미지를 견뎌내기 힘들다는 점, 그만큼 리스크도 커진다. 스타 프레임은 전용 금색 스타 프레임이 존재하나 일본 현지에서 발매된 갓 발키리 완성 가이드를 사야 한다. 대신 일반 스타 프레임은 B-95 랜덤 부스터 Vol.8의 레어 베이인 쉘터 레굴루스.5S.Tw나 쿼드 케찰카틀.4S.Fl에서 구하거나 B-98 갓 커스터마이즈 세트에 포함되어 있는 드레인 파브닐.7S.Z 레드 ver.에서도 구할 수 있다. 얼티메이트 리부트 드라이버(Ul)는 플라스틱면에 붙은 고무로 된 러버 축이 리부트 드라이버의 단점인 '기동력'을 보완해서 리부트 전후의 움직임이 더 활발해졌고, 고무의 넓은 접촉면은 리부트 때의 가속을 더 빠르게 해준다. 즉 리부트 드라이버의 강화판이자, 콘셉트뿐만이 아니라 재질과 성능까지 전부 리메이크한 F:D(파이널 드라이브)의 진정한 후속작으로 입수 방법이 코로코로코믹스의 응모장을 모아서 얻는 것 밖에 없었으나, 이후 B-102 트윈 네메시스의 드라이버로 나왔고, 대놓고 스트라이크 갓 발키리를 완성시키라고 적혀 있다. 기존 리부트 드라이버보다 확실히 속도가 빨라졌고, 축도 넓어져서 뒷심과 스태미너가 눈에 띄게 증가하였다. 후에 진검 커스터마이즈 세트에서 프라임 아포칼립스 0D.Ul'에 들어있는 강화 버전인 얼티메이트 리부트 대시가 나오면서 대회 상위 티어 파츠가 되었다.
- 갓 어빌리티 : 갓 슬래시

### 위닝 발키리 트웰브 볼카닉(Wining Valkyrie Twelve Volcanic)
- 위닝 발키리의 레이어의 형태는 빅토리 발키리, 스트라이크 갓 발키리와 유사하며, 중앙 부분은 갓 발키리의 외형을 유지, 갓 칩이 있던 부분에는 위닝의 W, 발키리의 V가 합쳐져 머리장식으로 되어있는 모습, 칼날 부분엔 메탈 파츠가 추가되어서 갓 레이어에 비해 무게가 비약적으로 늘어났다. 무게는 19.5g. 락은 엄청나게 단단해져서 버스트가 잘 나지 않기 때문에 공격 반동 부담이 없어진 수준이고 공격력과 버스트력 또한 초Z각성 베이들을 제외하면 초Z 베이들 중 최강이다.트웰브 코어 디스크는 날카로운 역날형 칼날이 특징. 디스크 전체가 매우 날카로운 부분이 많고, 순정 조합에서는 볼카닉 드라이버의 높이 때문에 이 칼날 부분과 부딪힌 베이가 망가질 가능성이 있다. 실제로 피해를 본 사람들이 많기 때문에 피해를 방지하려면 꼭 프레임을 장착하자. 무게는 16.3g으로 상당히 가벼운 탓인지 프레임 필수 장착이라고 해봤자 잘 쓰이지 않는다. 공식 대회측에서는 트웰브 디스크를 프레임 없이 사용하는 것을 금지했다. 볼카닉 드라이버는 공격형 드라이버치고 높이가 상당하며, 홀드 드라이버처럼 축 자체가 자유 회전하고, 축 부품이 위 아래로 흔들려서 기울어지기 때문에 슛을 쏜 시점에서는 튀어다니기도 하고, 궤도가 수시로 바뀌어 변칙적인 움직임을 보여준다. 장점은 초반부터 빠르게 가속해 공격력을 최대한 높여주는 것과 공격궤도가 잘 잡힌다는 것. 그리고 후반부에 홀드 드라이버와 마찬가지로 속도가 잠시 올라간다. 단점은 컨트롤 난이도가 극악이라 제대로 다루기 힘들고, 원판 축이 그대로 바닥과 접촉하기 때문에 스태미너가 최악 수준인 것. 전체적으로 대각성된 배리어블 드라이버와 비슷한 장단점을 가졌다. 하지만 오래 사용된 개체는 뒷심이 상당히 좋아져서 재평가받아 볼카닉 대시가 나오며 대회에서 비중이 크게 상승하였다. 초Z 드라이버의 저중고 3단계 기준에서 '고'에 해당된다.
- 초제트 어빌리티 : 메탈 슬래시

### 초제트 발키리 제니스 에볼루션(ChoZ Valkyrie Zenis Evolution)
- 초Z 발키리 레이어는 위닝 발키리 레이어보다 더 크고, 무겁고, 두꺼워져서 방어력과 공격력이 모두 대폭 상승했다. 그리고 다른 발키리 레이어들과는 달리 초Z 발키리의 레이어는 거의 원형에 가까워서 상대적으로 지구력까지 높으며, 초Z윙까지 합세하면 상당한 지구력을 보여줄 수 있다. 락은 높은 3개, 위닝 발키리 레이어보다 조금 무른 편이지만, 자폭의 위험은 적다. 레이어의 무게는 20.8g. 공개된 공식 영상에서 버스터 엑스칼리버.1'D.Sw를 버스트, 블러디 롱기누스.13.Jl을 오버, 라이트 아르테미스.무한, 레프트 아폴로스.무한 L과의 동시 배틀에서 둘 다 버스트 시키는 모습이 나왔고, 실제로 위닝 발키리를 상회하는 공격력을 가지고 나왔다.
- 초제트 어빌리티 : 초제트 각성

### 슬래시 발키리 블리츠 파워 렬(Slash Valkirye Blitz Power 烈)
- 웨이트인 烈(열) 웨이트는 외각에 메탈 중심점이 3점이 있다. 무게는 8.8g으로 웨이트 중 3번째로 무겁다. 무게추가 한쪽으로 쏠려 있는 탓에 스태미너가 좋은 편은 아니라서 대회에서는 기본 발키리 칩과 저지먼트 베이스와 조합하여 공격형으로 사용되었다. 발키리 진검 칩은 버스트 시리즈 최대 높이의 락을 가지고 있지만 2클릭이라 대시 드라이버와의 조합을 권장한다. 저지먼트 베이스와 궁합이 좋으며, 무게는 3.05g. 초기 출시 당시에 순정 조합에서 슬래시 베이스 자체 문제 때문에 초Z 발키리에 밀려 잘 쓰이지 않았지만 저지먼트 조커가 출시됨과 동시에 강한 락의 효과가 제대로 드러나며 재평가받아 실전용 파츠로 자리잡았다. 슬래시 베이스는 발키리 특유의 3가지 어택포인트를 보유하고 있으며 빅토리 발키리 이상의 경사를 지닌 어퍼 포인트와 공기 구멍이 특징이다. 다만 어퍼 포인트의 시작점이 뭉툭하고 무게가 9.09g으로 단일 베이스 중 가장 가벼운데다 반동이 매우 심하다. 그리고 락도 강하지 않아 실전 투입이 불가능하다. 블리츠 디스크는 고속 회전 시 클로 드라이버처럼 3개의 날이 펼쳐지면서 상대를 공격하는 게 특징이며, 무게는 28.32g으로 제로 코어 디스크에 월 프레임을 장착한 것과 동일한 무게이다. 무겁고, 두꺼워서 어택형 조합에 최적화된 디스크로 평가되고 있으며, 디펜스형 베이에 사용해도 충분히 성능을 발휘할 수 있다. 또한 디스크 돌출부가 두꺼운 편이라서 저지먼트 베이스와 조합하면 러버 스토퍼 때문에 버스트 내성이 압도적으로 좋아진다. 드라이버인 파워 드라이버는 재기 드라이버와 동일한 축을 보유하고 있으며 특수 기믹은 상대와 충격시 축이 안으로 들어가면서 드라이버의 락을 더 단단하게 하는 기믹이다. 원리는 드라이버 내부의 스프링이 축과 다이렉트로 연결되어 있어 스프링을 수축시켜 버스트 내성을 기른다는 원리. 스프링 강도가 일반 드라이버보다는 더 강하지만 대시 드라이버만큼은 아니고, 스프링이 수축될 때의 버스트 내성 강화 효과도 미미한데다 궤도 컨트롤도 힘들고 스태미너와 뒷심도 애매한 편이다.
- 진검 어빌리티 : 어퍼 슬래시

### 브레이브 발키리 에볼루션 대시 투 어택(Brave Valkyrie Evolution Dash Two Attack)
- 발키리 칩은 기존의 슈퍼킹 칩들에 비해 드라이버를 잡아 주는 돌출부의 면적이 줄어든 대신 두께가 두꺼워져서 드라이버를 잡아 주는 고정력이 더 강해졌다. 그러나 두꺼워진 효과는 미미하며, 오히려 면적이 줄어든 것이 큰 단점으로 작용되어 도태되었다. 무게는 2.66g이며, 발키리 디자인 콘테스트 우승자의 아이디어가 반영되어 바루토의 뺨에 있는 문양이 프린팅되어 있다. 브레이브 링은 발키리의 특징인 세 개의 어퍼 날이 있으며, 노란색 러버 파츠의 마찰력으로 저지먼트 조커처럼 상대의 락을 해제시킨다. 러버 파츠라서 반동이 매우 심할 것이라는 우려가 많았으나, 의외로 반동은 임페리얼 드래곤과 별 차이 없는 정도이다. 링의 무게가 12.33g으로 우회전 링 중 3번째로 무겁다. 동회전으로 맞붙을 땐 버스트가 거의 나지 않는 로드 스프리건, 임페리얼 드래곤도 버스트 피니쉬를 시킬 수 있을 정도의 공격력을 발휘하며, 링 안이 러버로 채워져 있어 무게감 있는 공격을 할 수 있다. 발키리 디자인 콘테스트 우승자의 아이디어가 반영되어 세 개의 어퍼 날에 붙는 씰에 각각 검, 활, 방패 모양의 문양이 새겨져 있다. 2A 섀시는 제니스 디스크처럼 거대한 3개의 러버 날로 공격을 하는 우회전 더블 섀시로 락은 GT 시리즈의 발키리 칩과 같은 높은 2클릭이며, 기존의 더블 섀시들과 마찬가지로 버스트 내성이 강하다. 게다가 다른 더블 섀시들은 지나치게 큰 지름 때문에 뒷심이 좋지 않다는 단점이 있지만 2A 섀시는 칼날이 위로 올라가 있고, 지름도 작은 편이라 상대적으로 뒷심까지 좋다. 무게는 44.15g으로 상대적으로 가벼운 편이지만 위의 장점 때문에 큰 문제로 여겨지지 않는다. 에볼루션 대시 드라이버는 기존 에볼루션 드라이버에 강화 스프링이 추가되고 파란색 플라스틱 부분이 약간 진해졌다. 다만 고무축이 기존의 것보다 더 단단해져서, 대각성하기가 더 힘들어졌고, 미각성 상태의 속도가 느린 편이라서 도태되었다. 무게는 6.81g. 브레이브 링의 공격력과 더블 섀시의 버스트 내성을 이용한 공격 운용에 특화되어 있으며, 카운터를 노리는 디펜스형 조합도 사용되었다. 추천 조합은 브레이브 루시퍼.Kp'/실전용 어택형 드라이버[59] 2A/2S. 하지만 역회전이 약하다는 단점이 발목을 잡아 템페스트 드래곤의 등장 후 대회에서 채용률이 떨어지며 급격하게 티어가 내려갔다.
- 슈퍼킹 어빌리티 : 브레이브 소드

### 세이비어 발키리 샷 세븐(Savior Valkyrie Shot Seven)
- 발키리 코어에는 스프링이 내장되어 있어 어떤 블레이드에 착용하더라도 바운드 기믹을 사용하게끔 만들어졌다. 또한, 브레이브 발키리 때 있던 바루토의 뺨 문양도 새겨져있다. 깊은 락 두 개를 가졌지만 GT 시리즈의 발키리 칩, 슈퍼킹 시리즈의 2A 섀시처럼 락이 두껍고 간격이 넓은 게 아니라서 안정성이 떨어진다. 그리고 바운드 기믹이 락 부분에 있어서 강한 충격을 받았을 때 쉽게 락이 돌아가서 풀려버리기 때문에 사실상 락 하나로 버티는 셈이라 일반 드라이버로는 쓰기 힘들다. 대시 드라이버를 사용하면 버스트 위험은 줄어드나, 락의 두께가 앏아 내구성이 약한 편이라 쉽게 파손될 수 있어서 도태되었다. 무게는 7.7g. 세이비어 블레이드는 칼날에 붙은 러버날으로 상대를 날려버리는 공격형 블레이드로, 2D 섀시처럼 작은 러버날을 마모시켜 각성하면 거대한 공격날이 드러나게 된다.[60] 배리어블, 에볼루션 드라이버의 기믹을 레이어로 옮겨놓은 듯한 구조이며, 무게는 11.26g. F기어를 장착한 다이너마이트 블레이드와 비슷한 정도지만 공격형 블레이드치고는 가벼운 편이며, 작은 러버날이 떨어져 나갈 경우 무게가 더 줄어들게 된다. 각성 전은 작은 러버날, 메인 공격날 순으로 연격을 가하며, 각성 후는 작은 러버날이 달려있던 러버에 충돌하면서 마찰이 일어난 상태에 메인 공격날로 일격을 날리는 방식이다. 7 아머는 좌우 각각 3, 4개의 무게 분포로 편중심으로 공격 성능을 향상시켰다. 무게는 13.28g. 샷 드라이버는 디스크 일체형 드라이버다. 강한 슈팅일 때만 배틀 후반에 축에 내장된 스프링으로 점프하는 기믹으로 상하 방향 공격이 가능하다고 설명되어 있지만, DB 레이어가 코어, 블레이드, 아머로 이루어져 무거워졌고, 드라이버 자체 무게도 42.34g로 지금까지 출시한 디스크 일체형 드라이버 중 가장 무겁기 때문에 점프라기보다 높이 변환 기믹에 가깝다. 기믹이 발동하면 접촉 면적이 넓은 평면 축이 튀어나오면서 가속한다. 다른 DB 디스크처럼 로우 모드에 대응한다.
- DB 어빌리티 : 세이비어 슬래시

### 얼티메이트 발키리 레거시 배리어블 대시 9(Ultimate Valkyrie Legacy Variable Dash Nine)
- 성능 : 발키리2 DB 코어는 빅토리 발키리 이후 5년만에 정면이 아닌 측면 얼굴 조형으로 되어있으며, 빅토리 발키리처럼 머리장식이 블레이드와 이어지는 점도 같다. 혹평을 받았던 바운드 기믹은 사라졌으며, 별다른 기믹이 없는 단단한 3개의 락을 가진 우회전 코어다. 중앙의 은색 조형은 스트라이크 갓 발키리의 스트라이크 칩을 오마주했으며, 브레이브, 세이비어 발키리의 칩, DB 코어처럼 바루토(강산)의 뺨 문양이 새겨져 있다. 무게는 7.2g.얼티메이트 블레이드는 2A 섀시처럼 커다란 세 개의 어퍼날에 세이비어 블레이드와 유사한 V모양 러버날이 붙어있다. 또한, 슬래시 베이스처럼 날의 에어 덕트를 이용해 회전력을 높이고, 싱글 레이어 발키리와 유사한 플라스틱 역날 조형이 공기가 빠져나가는 것을 막아 공기 무게가 내포된 공격을 할 수 있게 만드는 특이한 기믹을 가지고 있다. 또한 러버날 사이의 보조 날 형태는 위닝 발키리에서 따왔다. 무게는 11.1g으로 세이비어 블레이드와 동일한 수준이다. 9 아머는 세 곳에 위치한 윙(W)디스크 형태의 조형으로 공기를 가른다고 한다. 9 아머가 사용된 이유는 얼티메이트 발키리가 9대 발키리임을 상징하기 위한 것으로 보인다. 한 쪽 결합부분은 노란색 도색이 되어있어 발키리2 DB 코어, 얼티메이트 블레이드와 조합하면 날개 부분이 이어진다. 무게는 13.9g. 레거시 디스크는 빅토리 발키리에 사용된 부스트 디스크와 매우 유사한 형태의 DB 디스크이다. 스토퍼 옆 칼날 부분에는 제니스 디스크의 Z 문양이, 그 외의 칼날에는 부스트 디스크의 B 문양이 새겨져 있으며, 디스크 중앙의 구멍 모양은 6 코어 디스크를 오마주했다. 무게는 30.5g. 배리어블 대시 드라이버는 빅토리 발키리에 수록되었던 배리어블 드라이버의 강화판이며, 한정판 '에이스 아수라.00M.V' 烈'의 드라이버로 수록되었었다. 얼티메이트 발키리의 기본 베이스를 빅토리 발키리로 삼았기 때문에 배리어블 대시를 채용한 것으로 보인다. 미각성, 각성 상태 모두 높이가 낮아서 디스크가 끌릴 위험이 있다. 무게는 6.3g.
- DB 어빌리티 : 얼티메이트 트래쉬 보이

## 파브닐
- 사용자 : 프리 데라호야/킨도 후미야(위저드 파브닐 한정)
- 스태미너형

### 드레인 파브닐 에잇 낫싱(Drain Farfnir Eight Nothing)
- 드레인 파브닐 레이어는 레이어에 박혀있는 러버로 우회전 베이의 회전력을 흡수한다. 손으로 돌려서 버스트 시키는 장면을 재현할 수 있을 정도로 회전력 흡수가 체감이 잘 되는 편이다. 일반적인 스태미너형과 다르게 락이 3개밖에 안 되지만 락이 높고 튼튼해서 크게 부각되는 단점은 아니다.
- 갓 어빌리티 : 드레인 스핀

### 가이스트 파브닐 에이트 대시 프루프 업소브(Geist Farfnir Eight Dash Proop Absorb)
문서 참조

### 위저드 파브닐 래칫 라이즈 섬(Wizard Farfnir Rachit Rise 閃)
- 파브닐 진검 칩은 최초의 좌회전 진검 칩으로, 무게는 2.75g. 락은 드래곤 칩과 같은 표준적인 4개의 락을 갖고 있으나 역시 디아볼로스, 롱기누스 칩에 밀려 잘 쓰이지 않는다. 섬 웨이트는 6개의 중심점에 전부 메탈이 뭉쳐 있어 무거울 것이라는 사람들의 예상과는 다르게 무게가 7.73g으로 금속 재질의 웨이트 중 가장 가벼워서 잘 쓰이지 않는다. 아무래도 가운데 부분을 지나치게 가볍게 만들고, 그렇다고 외각도 그렇게 무겁게 만들진 않은 것으로 추정. 위저드 베이스 역시 최초의 좌회전 전용 베이스로, 러버의 양이 많아져 흡수력은 확실히 좋아졌지만 지나치게 많아진 러버의 반동이 심해서 어지간히 강한 락이 아니고서야 자신이 그 반동을 완전히 커버하지 못하고 버스트 피니쉬 되는 경우가 잦다. 그래서 파브닐 진검 칩의 락이 그리 약하지 않음에도 불구하고 위저드 베이스와 조합해야 하는 특성상 반동을 버틸 정도의 강한 락을 갖추지 못했다고 지적받는 원인이 되었다. 게다가 자체 락까지 약한 편이라서 롱기누스나 디아볼로스 칩을 장착해도 이 단점을 상쇄시키기 어려워 실전 투입이 불가능하다. 무게는 11.85g. 래칫 디스크는 가드 파츠가 시계 방향으로만 회전하여 우회전 베이의 공격을 흡수하고, 좌회전 베이의 공격을 방어할 수 있는데, 설계 미스가 있다. 바로 가드 파츠가 위쪽으로 들리게 되면 반시계 방향까지 회전이 되고, 가드 파츠가 워낙 두꺼워 기울어질 때 스태미너를 크게 소모하는 데다가 플라스틱 파츠라 흡수가 체감이 잘 되지 않으며, 좌회전 베이에 사용할 경우 베이의 버스트 내성을 약화시키기 때문에 실전 투입이 불가능하다. 무게는 28g. 라이즈 드라이버는 가드 드라이버와 비슷한 가드 파츠가 베이의 자세를 잡아 주는 기능이 있다. 이런 특징 때문인지 무회전 베이라는 타이틀이 나왔는데 생각보다 단순하여 실망스럽다는 평이 많았으며, 이 가드 파츠가 베이의 스태미너 손실을 초래한다는 단점이 있어 혹평이 많았으나, 다른 회전 방향의 베이와 겨룰 때는 상당한 뒷심을 발휘한다는 장점이 드러나 재평가를 받아 실전에서 조커 카드 용도로 쓰였지만 그마저도 뫼비우스, 존+Z 드라이버에 밀려 묻혔다.
- 진검 어빌리티 : 위저드 제로

### 미라지 파브닐 낫싱 투 스태미너(Mirage Farfnir Nothing Two Stamina)
- 미라지 링은 러버가 링 전체를 감싸고 있다. 링의 형태는 위저드 베이스의 세심한 디자인의 원형을 버리고 가이스트 파브닐의 두꺼운 삼각형 디자인으로 돌아왔으며, GT 시즌의 넉아웃 베이스처럼 기존 링보다 상대적으로 크기가 작다. 출시 전 가장 중요한 성능에서의 관건은 링이 러버의 반동을 제대로 버텨낼 수 있는지에 관한 것이었다. 링 자체의 락이 반동을 버텨낼 만큼 충분히 강하지 않다면 위저드 파브닐의 악몽이 그대로 유지될 것이라는 우려가 많았으나, 다행히도 자체 락이 강한 편이고, 순정 조합은 더블 섀시의 높은 버스트 내성 덕분에 충분히 버텨낼 수 있다. 그러나 러버가 울퉁불퉁한 편이어서 좌회전 베이와 붙을 때 스태미너 손실이 크다는 단점이 있으며, 울퉁불퉁한 형태의 레이어 특성상 뒷심이 딸리고 러버가 링 전체를 감싸고 있음에도 불구하고 러버의 두께가 얇고 단단한데다가 링 크기가 지나치게 작고 오히려 섀시의 칼날이 많이 드러나서 흡수 모드에서는 가이스트 파브닐이나 카운터 모드보다도 흡수력까지 떨어진다. 결국 다른 단점을 부각시켜 도태되었고 팬들의 실망을 안겨주었다. 무게는 8.47g. 2S 섀시는 양회전 더블 섀시이며 두께가 얇고 블리츠 디스크처럼 3장의 카운터 날이 있고, 이걸 미라지 링과 조합하여 킹 헬리오스처럼 모드 변환을 할 수 있다. 모드는 칼날이 돌출되지 않은 흡수 모드와, 칼날이 돌출된 카운터 모드가 있다. 락은 4개로 비교적 약한 편이지만, 더블 섀시 특유의 버스트 내성 덕분에 버스트는 잘 나지 않는 편. 크로스 프레임처럼 칼날이 위로 젖혀져 있어 상대적으로 뒷심도 좋을 것이라는 예상이 많았지만 그렇게까지 압도적으로는 뒷심이 좋지 않으며, 1S 섀시+휠 디스크처럼 드리프트, 각성 차지 대시, 익스텐드+ 등의 드라이버와 쓰인다. 무게는 45.2g으로 더블 섀시들 중 4번째로 무겁다. 드라이버는 드레인 파브닐의 낫싱 드라이버를 재탕했으나, 유저들의 반응은 좋지 않다. 레이지 롱기누스의 디스트로이 대시도 이미 랜덤부스터에서 대시로 출시되었으며, 글라이드 라그나로크의 리볼브 드라이버도 예전에 라이징 라그나로크의 드라이버로 출시되었지만, 이는 대회에서 자주 쓰이는 드라이버를 재탕한 것이다. 그러나 이쪽은 중앙을 쉽게 빼앗길 수 있고, 밸런스 유지력이 애매해서 그냥 쓸모가 없는 드라이버이다. 무게는 6.36g. 참고로 스프링의 장력이 더욱 강해졌다. 그럼에도 불구하고 미라지 파브닐의 레이어의 무게가 매우 무거워져서 낫싱 브레이크가 재현된다.
- 슈퍼킹 어빌리티 : 미라지 클로

### 배니시 파브닐 테퍼드 킥 쓰리(Vanish Farfnir Teperd Kick Three)
- 파브닐 코어는 최초의 좌회전 DB 코어로, 단단한 4개의 락을 가졌으며, 역대 파브닐 중 가장 강력한 락을 가지고 있다. 무게는 6.82g. 배니쉬 블레이드는 최초의 좌회전 블레이드이다. 무게는 12.82g이며 블레이드 자체가 러버로 되어 있고 부드러우며 탄력성이 좋아서 힘을 가하면 휠 정도다. 그리고 배니쉬 블레이드에는 일부 빈 공간이 세 군데 있는데, 로우 모드일 땐 부드럽고 탄력성이 강해서 그 부분이 들어가며 회전력 흡수를 하고, 하이 모드 때는 단단해져서 카운터 어택을 한다. 이전 베이인 미라지 파브닐의 단점이었던 저속 흡수력이 대폭 강화됐다. 러버가 부드러워서 내구성에 대한 우려가 많았으나 다행히도 충분한 수준이다. 다만 러버날 쪽의 고무 재질로 이어진 부분은 찢어지기 쉬우니 주의해야 하며, 대부분의 파손 사례가 이 부위가 망가진 것이다. 3 아머는 무게중심이 세 곳으로 분산된 편중심 아머다. 3 아머의 무게중심 위치가 잘 들어맞는 배니쉬, 세이버 블레이드와 궁합이 좋다. 무게는 13.18g. 테퍼트 디스크는 원형의 날이 아래로 퍼져 있어 프루프 프레임처럼 뒷심을 보강할 수 있다. 걸리는 부분이 거의 없기 때문에 뒷심이 좋은 축에 속한다. 무게는 29.06g으로 휠, 기가 디스크에 비해서는 상대적으로 가볍지만 뒷심이 매우 좋아 역회전 스태미너형 조합으로 많이 쓰인다. 킥 드라이버는 너싱, 업소브와 마찬가지로 스프링이 내장되어 있으나 전과 다르게 축은 고정이고 축 주변에 존재하는 가드 파츠에 스프링이 내장되어 있다. 기울어져서 가드 파츠가 닿으면 스프링이 튕기는 기믹. 가드가 있어서 무회전 슛을 할 수 있다. 다만 가드 파츠가 땅에 닿으면 라이즈 드라이버처럼 스태미너 손실이 꽤 심하며, 뒷심도 그다지 출중하진 않아 도태되었다. 무게는 9.41g.
- DB 어빌리티 : 배니시 스톰

## 롱기누스(Longinus)
- 사용자 : 시라사기죠 루이/하이지마 로딘(츠바이 롱기누스 한정)
- 어택형

### 로스트 롱기누스 나인 스파이럴(Lost Longinus Nine Spiral)
- 레이어에 금속이 있는 것을 제외하면 딱히 능력이 없고, 평범한 규격을 가진 단순한 좌회전 레이어지만 락이 단단하고, 공격력도 다른 베이들에게 꿇리지 않으며, 범용성이 굉장히 좋아 조합을 잘 타기 때문에 갓 레이어 시리즈의 상위 티어 베이도 충분히 상대할 수 있다. 이런 점들 덕분에 범용성과 운용 부분에선 로스트 롱기누스가 진화형인 나이트메어 롱기누스보다 더 좋은 평가를 받고 있다.

### 나이트메어 롱기누스 디스트로이(Nightmare Longinus Destroy)
- 레이어가 통짜 금속, 규격 외의 크기라 그런지 기존 로스트 롱기누스보다 더 무거워졌고, 그만큼 공격 위력도 상승했다. 디스트로이 드라이버는 홀드 드라이버처럼 링 부품이 자유롭게 회전하여 안정적인 공격 궤도를 잡아 주고, 베이가 중심을 잃거나 혼자 폭주하는 것을 막아준다. 성능은 공격형 드라이버 중에서도 최상급이며, 역회전 스태미너 대결에서 상당히 좋은 뒷심을 보여준다. 손으로 돌려도 무서운 파워를 보여주거나, 갓 칩까지 교체한 맥시멈 가루다를 14번이나 연속으로 버스트 피니쉬 시키는 등 확실히 메탈 파츠의 위력을 체감할 수 있으며, 특히 순정 배틀에서 상당히 강한 면모를 보여준다. 나이트메어 롱기누스 레이어 자체는 오버 피니쉬에 크게 특화되어 있고 실제로도 오버 피니쉬의 황제다. 공격형 베이의 단점을 커버할 수 있을 정도로 다룰 수 있다면 큰 문제는 되지 않으며, 다른 공격형 드라이버를 활용해도 좋다. 버스트력도 좋은 편에 속하지만 전세대인 로스트 롱기누스보다는 떨어지는 편, 순정 조합일 때를 제외하면 무조건 컨트롤을 잘 한다는 전제를 충족시켜야 한다. 우회전 베이를 상대한다면 메탈 파츠를 통한 강력한 저속 버스트를 노려보는게 낫다. 다만 디펜스, 스태미너형 드라이버와 조합되었을 때는 공격 중심의 크고 무거운 일체형 레이어가 오히려 독이 되어서 방어력과 공격력 모두 애매해지고, 지구력도 떨어지기 때문에 다른 상위 티어 베이들이 궁합이 맞는 디스크와 드라이버를 조합해 높은 범용성으로 여러 가지 심리전을 벌일 수 있는 것과 달리 나이트메어 롱기누스의 운용 방법은 한정되어 있다. 그리고 상위 티어 파츠가 조합된 베이들은 락이 강한 베이가 많아 순정 조합때처럼 쉽게 버스트시키기 힘들기 때문에 무조건 오버 피니쉬를 노려야 한다. 이런 점들 때문에 실전에서 쓰는 것은 매우 까다롭다.
- 갓 어빌리티 : 메탈 드래곤 크래시

### 블러디 롱기누스 서틴 졸트(Bloody Longinus Thirteen Jalt)
- 블러디 롱기누스는 레이어 외각의 4마리의 메탈 드래곤과 중앙의 금색 드래곤이 특징이다. 첫 사진만 공개되었을 때는 전 디자인보다 너무 떨어지는 거 아니냐는 우려가 있었지만 정식으로 공개된 이미지가 나온 후에는 대부분 괜찮다는 평. 용의 머리 부분이 보라색으로 도색되어 있어서 프리저가 연상된다는 반응이 있다. 4개의 날개가 위로 솟아있어 어퍼 공격에 특화되어 있다. 락은 이전 모델과 마찬가지로 3개지만 단단한 편이 아니라서 공격 반동을 받고 자폭할 가능성이 있다. 무게는 19.7g. 레이어가 어퍼 공격에 집중되어 있는 형태라서 강력한 일격을 여러 번 날릴 수 있지만 전세대인 나이트메어 롱기누스와 같이 디펜스, 스태미너형 드라이버의 움직임으로는 제 성능이 발휘되지 않으며, 날개의 측면 부분은 충돌 부위가 좁고 매끄러워서 평범한 연타와 저속 버스트의 위력이 떨어진다. 그리고 무게중심이 외각에 쏠려 있어서 제트 아킬레스처럼 흔들거리는 경향을 보인다. 13 디스크는 트웰브 디스크처럼 날카로운 칼날이 특징. 좌회전 시 다운포스를 만들어 내고 우회전 시에는 어퍼포스를 만들어 내는 디스크이다. 무게는 20.1g으로 11, 12 코어 디스크보다는 무겁지만 가벼운 편이어서 잘 쓰이지 않는다. 졸트 드라이버는 스파이럴 드라이버의 높이를 낮추고 축을 고무 재질로 바꾼 것이다. 메탈 파이트 베이블레이드의 레프트 러버 플랫(LRF) 버텀의 리메이크. 이전 시리즈의 R2F, LRF 버텀의 성능을 그대로 계승, 가속력은 원톱에 가깝지만 볼카닉 드라이버보다 스태미너가 떨어질 만큼 스태미너가 극악 수준이다. 좌회전 특화 드라이버이기 때문에 우회전 베이가 쓰면 궤도가 제대로 잡히지 않는다. 게다가 대회에서는 좌, 우회전 모두 대응하는 익스트림 대시 드라이버가 있어서 잘 쓰이지 않는다. 무게는 6.1g.
- 초제트 어빌리티 : 드래곤 스크림

### 츠바이 롱기누스 드레이크 스파이럴 대시 멸(Zwei Longinus Drake Spiral Dash 滅)
- 롱기누스 칩은 발키리 칩과 동일한 강도의 락으로 발키리 칩의 좌회전 버전이라고 할 수 있다. 무게는 3g. 멸(滅) 웨이트는 천 웨이트처럼 4개의 중심추가 있지만 N자 모양으로, 양쪽에 어택 포인트가 있는 츠바이, 저지먼트 베이스와 조합하여 사용되었다. 무게는 8.09g으로 참 웨이트와 비슷하다. 츠바이 베이스는 GT 시리즈 최초로 메탈이 들어간 베이스로, 메탈 드래곤이 탑재된 어퍼 공격날이 가공할 만한 파괴력을 보여준다. 무게는 16.13g으로 GT 시리즈 단일 베이스 중 최고로 무겁다. 대회에서는 디아볼로스 칩과 조합하여 공격형으로 사용된다. 하지만 베이스 자체의 락이 강하진 않은 편이라서 드라이버가 쉽게 기울어지기 때문에 지나치게 기울여서 쏘지 않게 주의해야 한다. 베이스의 메탈 드래곤이 12 코어 디스크처럼 매우 날카롭기 때문에 좌회전 베이와 겨룰 경우, 상대의 베이를 파손시키고, 회전하는 도중 잡을 때 손에 상처가 날 수 있으니 주의하자. 드레이크 디스크는 두 마리의 메탈 드래곤이 탑재된 디스크로, 츠바이 롱기누스의 순정 조합에서는 락이 한 칸 풀렸을 때 웨이트의 두 쌍짜리 무게추와 레이어와 디스크의 메탈 드래곤이 한 곳으로 정렬되어 츠바이 해머가 발동된다. 그러나 다른 베이스와는 궁합이 애매하여 츠바이 베이스 전용 디스크가 되었다. 무게는 26.42g.스파이럴 대시 드라이버는 기존의 스파이럴 드라이버에 강화 스프링이 장착된 것을 제외하면 특별한 게 없고, 궤도 컨트롤이 까다롭고, 뒷심도 좋지 않아 잘 쓰이지 않는다. 무게는 6.22g.
- 진검 어빌리티 : 츠바이 해머

### 레이지 롱기누스 디스트로이 대시 쓰리 어택(Rage Longinus Destroy Dash Three Attack)
- 전체적으로 츠바이 롱기누스, 나이트메어 롱기누스와 닮았으며, 디스크 일체형 레이어와 디스트로이 드라이버도 나이트메어 롱기누스를 계승했다. 어퍼 포인트의 형태는 로스트 롱기누스, 츠바이 롱기누스와 닮았고, 중앙의 황금색 용과 전체적인 베이의 색상은 블러디 롱기누스를 연상시킨다. 전체적으로 역대 모든 롱기누스의 모습이 보인다. 롱기누스 칩은 블러디 롱기누스처럼 금색 드래곤이 새겨져 있고, 잘 보면 양쪽 뿔에 2쌍의 드래곤 머리 모양의 장식이 있다. 칩에 총 5마리의 드래곤이 있는 셈이다. 그리고 발키리 칩처럼 드라이버를 잡아주는 힘이 강해진 대신 돌출부의 면적이 줄어든 설계이다. 무게는 3.03g. 레이지 링은 츠바이 베이스처럼 메탈 드래곤이 장착된 링이다. 무게는 14.51g으로 현재까지 출시된 링 중 두 번째로 무겁다. 링의 형태는 역대 롱기누스들 중 가장 반동이 없는 츠바이 롱기누스의 좌우 모양(메탈이 없는 어퍼날 부분)을 거의 그대로 계승했고, 당연히 상하 어퍼날 역시 경사가 급격하며 메탈 파츠 덕분에 공격 반동이 덜해서 전작과 마찬가지로 완벽에 가까운 무반동공격 레이어를 완성할 수 있었다. 자체 락까지 매우 강해 버스트 내성이 매우 높은 편에 속하며, 순정 조합은 더블 섀시와 대시 드라이버 때문에 버스트내기 매우 힘들다. 3A 섀시는 좌회전 전용 더블 섀시이다. 디자인은 츠바이 롱기누스의 드레이크 디스크와 유사하며 레이지 링과 결합하면 츠바이 베이스 이상으로 급격한 어퍼날이 만들어지며, 레이어에만 어퍼각이 있어 컨트롤 난이도가 높은 츠바이 롱기누스의 단점이 보완된 성능을 보여주며, 섀시 자체의 공격력도 매우 높지만 츠바이 롱기누스의 드레이크 디스크와 마찬가지로 레이지 링을 제외한 다른 링과는 상성이 좋지 않다. 락은 2A 섀시와 같은 높은 2클릭이다. 무게는 44.58g. 드라이버는 대시 드라이버 중 채용 빈도가 높은 축에 속하는 디스트로이 대시가 재록된다. 무게는 6.87g. 베이의 궤도 컨트롤을 보조해주고, 지나친 폭주를 막아주며, 뒷심도 무시무시하기 때문에 운용 난이도도 낮은 편에 속하고, 성능도 좋기 때문에 아직까지 최상위 티어를 지키고 있다. 각성되었을 때는 더욱 좋은 성능을 보인다. 랜덤부스터 12의 쉘터 레귤루스 8'B.Ds', 19, 배틀 제로의 샤이닝 아마테리오스 3.Ds' 이후 3번째 재록. 디스트로이 대시를 가장 싸고 간편하게 구할 수 있는 방법이 될 것으로 보인다. 컬러링은 블러디 롱기누스에 수록된 졸트 드라이버와 같은 연한 하늘색이다.
- 슈퍼킹 어빌리티 : 레이징 어퍼

### 길티 롱기누스 카르마 메탈 디스트로이 투(Guilty Longinus Karma Metal Destroy Two)
- 롱기누스 코어는 최초의 메탈 파츠 장착 코어이다. 로스트 롱기누스, 나이트메어 롱기누스, 롱기누스 진검 칩처럼 두 마리의 드래곤이 감싸는 형태이며, 블러디 롱기누스부터 이어져 온 골드 드래곤은 이번엔 생략되었다. 무게는 10.03g. 락은 높은 2개이다. 길티 블레이드는 양 날에 길게 이어진 메탈 드래곤 파츠가 붙어있고, 블레이드 하단 드래곤에도 작은 메탈 파츠가 드러난다. 코어까지 합하면 용이 총 8마리다. 무게는 17.15g으로 이전 최중량 블레이드였던 배니쉬 블레이드보다 4g 더 무겁다. 하지만 이전 모델인 레이지 링과 달리 지나치게 돌출된 역날이 심한 공기 저항을 받아 스태미너가 떨어지고, 반동을 심하게 받는다는 단점이 있다. 반동이 심한 점 때문에 롱기누스 코어와 궁합이 좋지 못하며, 락이 많은 파브닐 코어를 사용하면 버스트 위험을 줄일 수 있다. 레이지 링과 다르게 버스트를 시키기 어려운 형태지만, 각성 라이즈, 하이 모드를 활용한 극 공격형 조합을 스탠다드 스타디움에서 활용하거나 이그니션 대시를 사용한 조합으로 DB 스타디움에서 쓸 수 있다. 다이너마이트 벨리알의 2 아머를 재록했다. 카르마 디스크는 뾰족한 톱니 모양이며, 날은 총 10개다. 이전 12 디스크처럼 베이 파손이 우려될 정도의 형태다. 무게는 29.22g. 메탈 디스트로이 드라이버는 락이 결합되는 부분이 메탈로 되어있는 메탈 락 드라이버이다. 디스트로이 드라이버를 연이어 재탕한 것에 불만을 가지는 사람들이 있었지만, 테스트 후 일반, 대시 버전보다 높은 안정성을 보여주는 고성능 파츠로 확인되면서 불만은 거의 사그러든 상태다. 다만 메탈 락 드라이버의 락을 갉아먹는 고질적인 단점이 있어서 사용할 때 주의할 필요가 있다.
- DB 어빌리티 : 길티 스매시, 길티 어퍼

## 스프리건(Spriggan)
- 사용자 : 쿠레나이 슈
- 타입 : 밸런스형

### 스프리건 스프레드 퓨전(Spriggan Spread Fusion)
- 락이 약하지만 공격력과 방어력이 조화롭게 어우러진 레이어, 원형의 디스크, 퓨전 드라이버의 준수한 스태미너로 인해 같은 시즌을 기준으로 나쁘지 않은 성능을 보여 준다.

### 스톰 스프리건 너클 유나이트(Storm Spriggan Knuckle Unite)
- 유나이트 드라이버는 이름 그대로 중심의 플라스틱 축이 주위의 평탄한 고무로 감싸져 있는데, 이 때문에 스타디움 외각에서는 공격형 드라이버 같은 움직임을 보인다. 레이어는 락이 약해 버스트가 잘 나며, 드라이버는 컨트롤이 매우 까다롭고 스테미너가 애매하다.

### 레전드 스프리건 세븐 머지(Legend Spriggan Seven Merge)
- 사용 방법에 따라 나이트메어 롱기누스를 누르는 듯한 양상을 나오게 만들 수도 있는 등, 성능은 좋은 편이다. 하지만 머지 드라이버는 다루기가 까다롭고 스태미너가 좋지 않으며, 레이어가 공격반동을 못 견디고 자멸하는 경우가 많다. 심지어 훨씬 락이 약한 아크 바하무트한테도 버스트를 당하기 때문에 유리망치라는 별명이 생겼을 정도. 최초의 양회전 베이다.
- 갓 어빌리티 : 듀얼 스피닝

### 스프리건 레퀴엠 제로 제타(Spriggan Requiem Zero Zeta)
- 실제 완구도 베이의 장점을 모아놓은 설정을 그대로 적용한 듯한 무서운 성능을 보여준다. 순정 배틀에서도 나이트메어 롱기누스, 지크 엑스칼리버를 상대로 우위를 점하고, 스트라이크 갓 발키리를 압도할 정도. 레이어의 무게는 16.15g으로, 지크 엑스칼리버(16.34g)에 견줄 만한 수준이며 갓 레이어 중 두 번째로 무겁다. 드레인 파브닐을 상대할 때 우회전은 열세를 보이나, 좌회전은 파브닐을 쉽게 버스트 시킨다. 그리고 모든 베이를 레퀴엠으로 버스트시키는 실험에서도 나이트메어 롱기누스에서 고전한 것 빼고는 전부 쉽게 버스트 시킨다. 의외의 복병은 아크 바하무트. 레퀴엠도 바하무트를 버스트 내긴 하지만 좌회전이든 우회전이든 아크 바하무트가 스핀 피니쉬나 오버 피니쉬로 우위를 점한다. 하지만 아크 바하무트 레이어는 개체에 따라 락의 강도가 크게 갈리기 때문에 확신할 수는 없다. 총평은 갓 레이어 시리즈 원톱 베이. 순정 배틀, 실전성, 부품 성능 등 뭐 하나 꿇리는 것이 없다. 레이어는 높은 4개의 락을 가지고 있고, 양방향 회전에 회전력 흡수 능력까지 더해져 다방면으로 활용할 수 있으며, 공격력과 방어력 모두 최상급이라 다른 드라이버와의 궁합도 잘 맞는다. 제로 디스크는 최대 중량으로 안정성을 더하고, 제타 드라이버는 실전에선 쓰기 어렵지만 순정 배틀에서는 타입을 맞춰가면서 모든 베이들을 상대로 우위를 점할 수 있다. 단점을 꼽자면 밸런스형임에도 중심이 쉽게 무너지는 모습을 보여주는 것과 운용 난이도가 까다롭다는 것 정도. 다만 잘만 쓰면 초Z 베이들도 거뜬하다.

여담으로 베이번호가 B-100이다.일부러  
```
그랬을 것 같다.
```

- 갓 어빌리티 : 진 듀얼 스피닝(울트라 듀얼 스피닝)

### 초제트 스프리건 제로 월 제타 대시(ChoZ Spriggan Zero Wall Zeta Dash)
- 초Z 스프리건 레이어는 이전 스프리건 레퀴엠 레이어보다도 커졌으며, 초Z 발키리보다도 크다. 덕분에 공격력, 방어력이 상당히 상승했고 각성 기믹 덕분에 버스트도 잘 당하지 않지만 공격형 레이어로 사용하기보다는 이전 모델 스프리건 레퀴엠처럼 방어형, 스태미너 드라이버를 사용해서 양회전을 활용한 장기전에 더 많이 투입되었다. 다만 회전력 흡수 기능은 가지고 있지 않고, 레이어 형태 때문에 역회전 베이끼리 부딪혔을 때 속도가 느린 쪽이 회전력을 받는 현상을 기대하긴 힘들다. 초Z 발키리와 다르게 초Z 윙이 2개이고, 강도가 적당해 각성이 비교적 쉬워서 펼칠 때 부담이 덜하다. 메탈 파츠는 중앙에 있는 레전드 스프리건, 스프리건 레퀴엠의 가운데 메탈 부분을 담당하는 곳이 전부. 무게는 19.53g으로 초Z 각성 레이어들 중 가장 가볍지만 이는 큰 문제로 여겨지지 않았다. 월 프레임은 명칭답게 두께가 상당하며, 무게도 4.06g으로 지금까지의 프레임 중 가장 무겁다. 방어에 효율적이지만 프레임이 두꺼워서 바닥을 긁어 스태미너가 먼저 바닥나는 단점이 있다. 그러나 베이의 움직임이 완전히 죽는 것이 아니며, 베어링 드라이버를 활용하면 리프트 프레임과 같은 역할을 할 수 있다. 다만 더 안정적인 형태의 뱅가드, 패러독스 디스크가 등장하면서 자연스레 묻혔다. 디스크는 제로 디스크를 그대로 유지했다. 제로 디스크 자체가 워낙 고성능이라 교체의 필요가 없다고 판단한 듯 하다. 제타 대시 드라이버도 기존 제타 드라이버에 황금 스프링을 추가해 버스트가 쉽게 나지 않게 만든 것을 제외하면 차이점이 없고, 단점을 그대로 가지고 있어 도태되었다.
- 초제트 어빌리티 : 초제트 각성

### 로드 스프리건 블리츠 디멘션 대시(Load Spriggan Blitz Dimention Dash)
- 스프리건 칩은 디아볼로스 칩과 같은 형태의 높은 3클릭을 가진 양회전 진검 칩이다. 무게는 2.89g. 로드 베이스는 최초의 웨이트 일체형인 양회전 베이스로, 베이스 뒷면에 있는 장치를 돌려서 회전 방향을 바꿀 수 있다. 베이스의 무게는 19.76g으로 다른 웨이트 일체형 베이스들에 비하면 상당히 가볍지만 성능은 기존에 있던 스프리건 레퀴엠의 회전 흡수 능력과 초Z 스프리건의 공격 & 방어력, 스토퍼를 그대로 이어받은 만큼 최상급이며, 실전에서는 상위호환 베이인 월드 스프리건 출시 전까지 스프리건 레퀴엠과 초Z 스프리건처럼 양회전을 활용한 장기전에 많이 투입되었다. 그러나 부족한 무게와 휠 디스크 출시로 인한 마스터 베이스 떡상으로 양회전 베이스를 1개밖에 투입할 수 없는 룰 특성상 마스터에 밀려 도태되었다. 디멘션 대시 드라이버는 강화 황금 스프링이 추가되어 락이 강화되었고, 기존의 디멘션 드라이버에서 금형이 수정되어 강제로 모드가 바뀌는 문제가 해결되었지만 속도, 스태미너가 애매하고 컨트롤이 어려운 탓에 실전 투입이 불가능하다. 무게는 7.39g.
- 진검 어빌리티 : 멀티 스피닝

### 월드 스프리건 유나이트 대시 투 밸런스(World Spriggan Unite Dash Two Balance)
- 스프리건 칩은 디아볼로스 칩과 마찬가지로 메탈 칩 코어가 일체형이며 뒷면의 장치를 돌려서 회전 방향을 바꿀 수 있다. 그리고 발키리 칩, 롱기누스 칩처럼 드라이버를 잡는 힘이 강한 대신 돌출부의 면적이 좁다. 그러나 디아볼로스 칩에 비해 구하기 쉬워서 도태되진 않았다. 무게는 4.18g. 월드 링의 좌회전 모드는 레전드, 초Z 스프리건을 닮았고, 우회전 모드는 스프리건 레퀴엠, 로드 스프리건을 닮았으며, 양쪽 칼날로 공격을 받았을 때 그 칼날이 안쪽으로 밀리며 버스트 스토퍼 역할을 해줌과 동시에 밀린 칼날로 인해 돌출된 역날 칼날이 공격하고, 바운드 어택까지 하는 기믹이다. 다만 레전드 스프리건, 초Z 스프리건과 같이 회전 흡수기믹은 갖고 있지 않다. 성능은 기존에 있던 초Z 스프리건의 공격 & 방어력, 스토퍼를 그대로 이어받은 만큼 최상급이며, 링의 형태도 원형에 가까워 공기 저항을 덜 받는다. 양회전을 활용한 장기전에 많이 투입되지만 무게는 9.96g으로 전작과 마찬가지로 무겁진 않기 때문에 레이어가 무거운 다른 베이들에게 동회전으로 붙으면 불리하다. 2B 섀시는 외각이 고정되어 대거 프레임처럼 툭 튀어나온 어택 포인트로 공격하는 어택 모드와 프리회전하는 디펜스 모드를 선택할 수 있다. 링의 홈에 섀시의 돌기가 눌려서 칼날이 고정되면 어택 모드, 홈과 돌기를 반대로 놓으면 디펜스 모드가 된다. 그러나 지름이 크고 하단으로 갈수록 넓어지는 형태로 인해 1S 섀시+휠 디스크보다 뒷심이 좋지 않아서 실전에서는 레이지 링과 함께 공격형 조합으로 쓰였으나, 스태미너형 조합으로도 쓰이고 있다. 2B 섀시의 프리회전모드의 역회전 능력은 최상급이기 때문에 역회전 특화 드라이버인 드리프트, 메탈 드리프트와 궁합이 좋다. 무게는 46.91g. 유나이트 대시는 기존의 스톰 스프리건의 드라이버가 대시 드라이버로 재탕된 것으로, 이미 랜덤부스터 17의 무신 발키리.0.U' 烈을 통해 풀렸다. 그러나 머지 드라이버처럼 컨트롤이 까다롭고 스태미너가 애매하여 잘 쓰이지 않는 파츠이다. 그래도 머지 드라이버와 비교하자면 그나마 유나이트 드라이버가 조금 더 나은 편이다. 무게는 6.12g.
- 슈퍼킹 어빌리티 : 멀티 틱택스

### 아스트랄 스프리건 오버 콰트로 제로(Astral Spriggan Over Quatro Zero)
- 스프리건 코어는 전용 툴을 사용해서 하단의 스위치를 조정하는 것으로 회전방향을 변경할 수 있다. DB 코어 테두리의 푸른 색은 스프리건 레퀴엠의 메탈 갓 칩을 연상시킨다. 락은 보통 수준의 3개와 낮은 1개로 이전 스프리건 시리즈에 비하면 무르게 나왔기 때문에 공격 반동이 심한 아스트랄 블레이드와는 궁합이 좋지 않고 다른 블레이드와 조합하면 좋다. 스프리건 코어의 특징으로는 회전 변경 기믹이 코어 내부에 내장 되어있어 코어의 상단 표면이 다른 코어보다 평평하여 하이모드로 배틀시에 공기저항을 덜 받는다. 하지만 로우모드에는 다른 코어에 비해 공기저항을 많이 받아 다이너마이트 Wh.Xt+처럼 하이모드가 고정되는 조합들과 궁합이 좋다. 여담으로 다른 DB코어들에 비해 블레이드로부터 떼어내기 힘든 편이다. 무게는 7.87g. 0 아머는 치우침이 적은 형태를 가지고 있다. 무게는 13.92g. 형태가 심플하고 중량이 크며, 아스트랄 스프리건의 파츠 중 가장 리스크가 적다. 2021년 10월 기준 L기어 제외 아머중 가장 성능이 좋다. 아스트랄 블레이드는 월드 링, 마스터 베이스같은 리버시블 블레이드이다. 우회전 모드는 레이어 상단의 메탈 파츠로 강렬한 공격을 가하며, 좌회전 모드는 레이어 상단에 흰색 러버가 드러나면서 회전력 흡수를 한다. 무게는 11.87g. 성능상 장기전에 특화되어 있던 이전 모델과 달리, 아스트랄 블레이드는 공격에 치중된 형태로 되어 있다. 러버날, 메탈 파츠가 붙은 부분으로 가하는 공격 위력은 상당하며, 회전력이 떨어진 상태에서도 오버 피니쉬를 노릴 수 있을 정도다. 다만 그만큼 반동을 심하게 받고, 역날 부분을 가격당할 경우 데미지를 크게 받는 점 때문에 동회전 싸움에 특화된 형태임에도 동회전 싸움에서 약하다는 모순이 생긴다. 리스크를 줄이기 위해 락이 강한 대시 드라이버 채용이 추천된다. 월드 링이 우회전은 스프리건 레퀴엠, 좌회전은 레전드 스프리건의 모습을 따왔던 것과 반대로 아스트랄 블레이드는 우회전이 레전드 스프리건, 좌회전은 스프리건 레퀴엠과 유사한 형상이 드러난다. 오버 디스크는 제로 디스크와 유사한 형태이며 원형에 가까운 모양의 중량급 디스크다. 무게는 33.68g으로 기가 디스크보다 무겁지만 ,저중심 드라이버와 사용하면 스타디움 바닥에 쓸린다는 단점이 있어 범용성 면에서는 떨어진다는 평가가 나온다. 오히려 디스트로이, 베어링, 라이즈,드리프트 드라이버와 궁합이 좋아 월드 링이나 로어 블레이드에 사용되고 있다. 또한 과거 더블오 디스크처럼 개체 차이가 심한 편이며, 심하면 1~ 2g까지 차이가 난다. 쿼트로 드라이버는 제타 드라이버의 상위 버전. 러버 축 두 개로 어택 모드인 익스트림 드라이버나, 밸런스 모드인 유나이트 드라이버, 메탈 축 두 개로 스태미너 모드인 웻지 드라이버나, 디펜스 모드인 오르빗 메탈 드라이버로 총 4개의 모드를 활용할 수 있다. 또한 메탈 축은 메탈이 위아래로 배치되어 안정감이 올라가고 고무축일 시에는 메탈이 양옆으로 배치되어 원심력이 올라간다고 한다. 그러나 제타 드라이버와 마찬가지로 축을 돌려서 모드를 바꾸는 형태의 한계로 뒷심이 좋지 않다는 단점이 그대로 남았다. 고정이 약한 개체들도 있으며, 이런 개체는 강한 충격을 받으면 고정이 풀리고 축이 돌아가 바로 스태미너가 바닥나는 참사가 일어난다. 제타 드라이버의 문제점을 어느정도 개선하여 나오긴 했지만, 결국 예능용 드라이버라는 틀은 벗어나지 못했고, 개체 문제 때문에 실전 투입이 불가능. 무게는 10.74g.
- DB 어빌리티 : 초 듀얼 스피닝

## 피닉스(Phoenix)
- 사용자 : 파이/페노메노 페인(프로미넌스 피닉스 한정)
- 디펜스형

### 리바이브 피닉스 텐 프릭션(Revive Phoenix Ten Friction)
- 리바이브 피닉스 레이어는 락이 한 칸 풀린 상태로 충격을 받으면 먼저 리바이브 아머가 분리되고, 베이는 그대로 회전 상태를 유지한다. 그리고 분리된 리바이브 아머는 배틀이 끝날 때까지 스타디움에 남아 상대를 방해하는 역할을 한다. 전체 무게는 본체 14.16g, 리바이브 아머 9.08g를 합해서 총 23.24g으로, 초Z 레이어들 중 가장 무겁다. 락이 약할 것이라는 예상이 있었지만, 실제로는 락이 꽤나 단단한 편. 공격력이 강한 위닝 발키리를 상대로 견딜 정도다. 그리고 아머가 분리되면 레이어가 원형의 형태를 띄게 되면서 스태미너가 높아진다. 분리된 리바이브 아머는 지뢰역할을 하지만, 정작 제품 설명에는 이 부분이 빠져있다. 출시 전에 배틀 도중 떨어져 나간 아머를 치워야 하는지에 대한 논란이 있었지만, 애니메이션에서 파이가 그냥 두는 것을 보고 시청자들이 이해를 했다. 10 코어 디스크는 약 23.8g이라는 제로 디스크에 맞먹는 무게를 지닌 디스크로 2 코어 디스크의 상위호환으로써 초Z 시즌 대회 상위 티어 파츠가 되었다. 프릭션 드라이버는 POM 소재로 된 볼 형태의 축에 고무로 된 링이 둘러져 있는 드라이버이다. 축 끝은 아토믹처럼 360도 회전할 것 같지만 회전하지 않으며, 디펜스 계열 드라이버 중에서도 안정성이 좋다. 그러나 기울어졌을 때 러버 파츠가 닿아 스태미너가 소모되고,[19] 뒷심도 좋지 않다는 단점이 있어 도태되었다.
- 초제트 어빌리티 : 버스트 리바이브

### 데드 피닉스 제로 아토믹(Dead Phoenix Zero Atomic)
- 레이어는 메탈 파츠의 양이 늘어난 데드 아머의 무게는 13.38g으로 리바이브 아머(9.08g)보다 4g가량 무거워졌고, 원형의 형태를 띄게 되어 방어력과 스태미너가 크게 올라갔다. 그러나 데드 피닉스 레이어 본체는 8.69g으로 리바이브 피닉스 레이어(14.16g)보다 약 6g가량 더 가벼워졌다. 그 이유는 리바이브 피닉스와는 달리 데드피닉스 레이어에는 메탈 파츠가 없기 때문에 실전 투입이 불가능하다. 리바이브 피닉스 레이어와 데드 아머를 합친 퍼펙트 피닉스의 무게는 27g이 넘어가는 최고 중량의 레이어로, 현지 대회에서 퍼펙트 피닉스의 사용 빈도가 크게 높아졌고 2020년 초까지 쓰였으나 임페리얼 드래곤, 츠바이 디아볼로스 등의 무거운 어택형 베이가 활개를 치게 되어 자연스레 묻혔다. 당시 쓰였던 조합은 퍼펙트 피닉스 Ω(아우터) or Wh(휠).R(리볼브) or Et(이터널) or Xt+(익스텐드 플러스)이다. 그나마 현역으로써 활동하던 이그니션 대시 조합도 템페스트 루시퍼라는 상위호환이 등장했다. 현재는 퍼펙트 피닉스.Wh.Xt+ 조합이 간간히 쓰인다. 애니에서 쓰는 조합인 10.Fr보다는 발매 조합인 0.At 조합이 성능이 더 좋다. 리바이브 피닉스는 아머가 날아가면 스태미너가 좋아지는 반면, 데드 피닉스는 외곽의 무게가 상대적으로 크게 줄어들어 스태미너가 악화되어서 데드 아머를 장착한 피닉스는 아머가 떨어져 나가는 쪽이 오히려 불리해진다.
- 초제트 어빌리티 : 데드 스팅거

### 프로미넌스 피닉스 테퍼트 메탈 유니버스 텐(Prominans Phoenix Tepert Metal Univers Ten)
- 프로미넌스 블레이드는 이전의 피닉스처럼 프로미넌스 실드가 분리되는 것까지는 같으나 실드를 위아래로 두어 잘 분리되는 라이트 모드와 잘 분리되지 않는 헤비 모드로 설정할 수 있다. 헤비 모드 시에는 배틀 도중 중량이 줄어드는 경우가 적을 것으로 보인다. 블레이드 본체의 무게는 5.2g, 실드는 9.46g이다. 실드가 장착된 상태에서는 역회전 승률이 매우 높은 반면, 동회전 승률은 떨어지는 편이기 때문에 역회전 베이와 겨룰 시에는 헤비 모드가, 동회전 베이와 겨룰 시에는 라이트 모드가 선호된다. 이로 인해 사용 메타가 헤비 모드로 편중되는 현상은 막았다. 메탈 유니버스는 커스 사탄의 유니버스 드라이버의 메탈락 버전이다. 기존의 유니버스 드라이버에 비해 폭주가 덜한 편이다. 또한 메탈 드리프트와 함께 메탈락의 돌기 높이가 낮아져서 락 갈림 문제가 해결되었다. 무게는 11.08g.
- DB 어빌리티 프로미넌스 쉐이커

## 라그나로크(Ragnarok)
- 스태미너형
- 사용자 : 키야마 란타로(싱글~갓, 슈퍼킹), 란지로(초제트, 슈퍼킹), 란조(DB)

### 라이징 라그나로크 그래비티 리볼브(Raising Ragnarok Gravity Revolve)
- 디스크와 드라이버 모두 듀얼 레이어 세대에서의 탑 티어 파츠 중 하나이지만 레이어가 락이 약하고 싱글 레이어인 라그나로크보다 가벼워 역버스트가 쉽게 난다.

### 블레이즈 라그나로크 포 크로스 플뤼겔(Blaze Ragnarok Four Cross Flügel)
- 이전 모델인 라이징 라그나로크와 다르게 락이 매우 강해져 역버스트를 당할 위험도 적으며 쓰기 쉽고 성능도 나쁘지 않다. 갓 칩의 성능도 좋다. 하지만 강한 공격을 연속으로 받았을 경우 버스트가 날 확률이 높고 레이어, 드라이버의 무게가 가벼운 편이라 중앙을 쉽게 빼앗길 수 있어서 라이징 라그나로크에 비해 큰 인기를 얻지 못했다.
- 갓 어빌리티 : 스태미너 윙

### 크래시 라그나로크 일레븐 리치 웨지(Crash Ragnarok Eleven Rich Wedge)
- 위닝 발키리와 함께 베이 모습이 유출되었고, 랜덤 부스터 Vol.10 의 레어 베이다. 레이어의 외관상으론 악마의 머리 부분에 메탈 파츠가 추가된 것 외의 큰 변경점이 없고 스태미너 윙 기믹이 그대로 유지, 날개 재질은 금속으로 변경되었다. 그리고 초제트 레이어에 특수기믹을 탑재한 최초의 베이이다.
- 초제트 어빌리티 : 메탈 윙

### 글라이드 라그나로크 휠 리볼브 원 스태미너(Glide Ragnarok Wheel Revolve Own Stamina)
- 글라이드 링은 블레이즈, 크래시 라그나로크의 스태미너 윙 기능이 그대로 있지만 윙이 2개에서 3개로 늘어났고, 크래시 라그나로크까지 레이어 내부에서 튀어나오던 윙은 위쪽만 튀어나오도록 설계되었다. 그러나 자체 락이 매우 약한데다가 윙이 3개로 늘어나서 오히려 약점이 많아졌고, 위쪽에서 윙이 튀어나오도록 설계된 것이 독이 되어서 실전 투입이 불가능하다. 무게는 8.75g. 1S(원 스태미너) 섀시는 양회전 스태미너형 섀시이자 싱글 섀시로 무게는 16.7g이며, 무게가 외중심성으로 치우쳐져 있다. 락은 매우 높은 4클릭이지만 섀시와 디스크가 분리되어 있는 설계라 휠 디스크 같은 지나치게 무거운 디스크를 장착하면 디스크 쪽에 무게가 실려 있어 그 반동으로 쉽게 락이 풀리므로 더블 섀시들에 비해 버스트 내성이 약하다는 단점이 있어서 대회에서는 공격형 조합보다는 휠 디스크, 전동 드라이버와 조합하여 강한 뒷심과 스태미너를 이용한 비비기 전략으로 쓰인다. 무엇보다 섀시 자체의 락이 강하기 때문에 그렇게 큰 문제는 되지 않는다. 방어력과 자체 락이 강한 템페스트, 할로우 링과 궁합이 좋다. 휠 디스크는 아우터와 비슷한 외중심 디스크이다. 메탈로만 이루어진 단일 디스크지만 무게가 무려 30.4g으로, 영문 디스크 중 가장 무겁다. 어떤 타입으로든 운용할 수 있고 기존의 아우터, 어라운드 디스크보다 뒷심이 좋아서 상위 티어 파츠가 되었다. 다만 지나치게 무거운 만큼 락이 약한 베이와 조합 시 버스트 내성이 좋지 않다. 드라이버는 라이징 라그나로크의 드라이버를 재탕한 리볼브 드라이버다.
- 슈퍼킹 어빌리티 : 트리플 윙

### 사이클론 라그나로크 기가 네버 식스(Ciclone Ragnarok Giga Never Six)
- 라그나로크 DB 코어는 아수라 칩, 바하무트 칩, 2D 섀시처럼 각각 4개, 3개씩 교차되어 있는 7개의 락을 가지고 있다. 무게는 6.72g. 락은 전례들에 비해 강한 편이지만, 교차 락의 설계 미스로 과거 레전드 스프리건처럼 내구도가 빠르게 떨어지는 단점이 있다. 사이클론 블레이드는 이전 모델들의 라그나로크보다 더욱 커진 스태미너 윙을 두 개 탑재하고 있다. 그리고 자체 락도 강해진 것으로 보이며, 하이 모드일 경우에는 스태미너 윙이 아머에 밀려서 외각쪽으로 고정된다. 무게는 8.29g. 카운터로 오버 피니쉬를 노릴만한 환경이 자주 나오는 스탠다드 스타디움에서는 괜찮은 성적을 보이지만, 오버 피니쉬 구역을 제한시킨 DB 스타디움에서는 힘을 쓰지 못한다. 추천조합은 싸이클론 라그나로크 Gg.Ch' 0, 6 아머는 6개의 날이 외중심으로 분산되어 있어 원심력을 높인 아머다. 무게는 13.38g. 기가 디스크는 다운 디스크처럼 저중심의 무게를 띄고 있다. 무게는 무려 32.61g으로, 리미트 브레이크 전용 디스크보다도 훨씬 무거운 중량급 디스크다. 네버 드라이버는 뾰족한 중심 축 주위에 프리회전하는 POM 소재의 가드 파츠가 장착되어 있다. 가드 파츠는 오버 피니쉬를 방지하고 빠르게 중앙으로 복귀시키는 역할을 한다. 무게는 7.4g
- DB 어빌리티:더블 윙 사이클론

## 와이번(Wyvern)
- 사용자 : 코무라사키 와키야
- 디펜스형

### 와이번 암드 매시브(Wyvern Armed Massive)
- 오딘정도의 지구력을 가지고 있어 리볼브 드라이버와 조합하면 최강급의 베이가 된다. 데스사이저 금지 이후 오딘, 와이번, 넵튠이 삼대장 베이로 대회에서 인기 있었다. 와이번 K.O(너클 오르빗) 조합이 대회에서 우승을 차지한 적이 있었다.

### 와일드 와이번 버티컬 오르빗(Wild Wyvern Vatical Orbit)
- 드라이버인 오르빗의 내부에 들어있는 플라스틱 볼은 탑블레이드의 베이 중 하나인 드래셸 F의 축 끝처럼 자유회전하는 방식으로, 방어력과 지구력이 매우 높아 선수들이 많이 사용하였다. 하지만 레이어의 락이 너무 낮아서 버스트가 쉽게 나고 실드 크래시를 사용시 이를 통해 역버스트가 날 수도 있다. 대신 오르빗 드라이버의 성능은 매우 좋아 당시에는 전작 와이번 아머 매시브처럼 인기가 높은 베이였다.

### 토네이도 와이번 포 글레이브 아토믹(Tornado Wyvern Four Glaive Atomic)
- 토네이도 와이번 레이어는 레이어 외곽의 완충 휠이 자유회전 하면서 공격을 흘려보낸다. 상대 베이의 연타를 버텨내고, 딥 카오스의 리프트 레이어와 더불어 회전 흡수능력을 무시하는데 유용하다. 그러나 레이어의 락이 약한 편이라 강한 충격을 받으면 쉽게 버스트를 당하고 워낙 레이어가 얇아 스태미너 소모가 심한 편이다. 아토믹 드라이버는 기존의 오르빗 드라이버보다 더 큰 구슬이 있고, 옆의 링도 독립적으로 회전하여 높은 지구력과 방어력 때문에 대회에서도 자주 쓰이는 편이었으나 뒷심이 좋은 익스텐드 플러스 드라이버와 전동 드라이버가 등장하면서 묻혔었으나, DB 스타디움의 출시 이후 전동 드라이버들이 묻히게 되면서 다시 주목을 받아 사용되고 있다.
- 갓 어빌리티 : 토네이도 실드

### 제트 와이번 어라운드 저스트 원 디펜스(Jet Wyvern Around Just Own Defence)
- 제트 링은 기존의 토네이도 와이번처럼 양방향 프리회전이 아니다. 가드 파츠가 반시계 방향으로만 회전하여 좌회전 베이의 공격을 흡수하고, 우회전 베이의 공격을 프리회전으로 방어한다. 래칫 디스크의 기믹이 계승되었다. 그러나 래칫 디스크처럼 레이어 외곽이 위로 올라가면 시계 방향으로까지 회전할 수 있다는 설계 미스가 있고, 무게는 10.48g으로 가벼운 편이고, 카운터를 제외하면 장점이 없다시피 하다. 다만 가끔씩 뒷심 좋은 드라이버와 조합하여 역회전 스핀 피니쉬를 노릴 조커 카드 정도로 쓰일 만하다. 어라운드 디스크는 이미 랜덤부스터 Vol.16 레어베이 플레어 드래곤.Ar.Pl 閃, 가이아 드래곤.Ar.Hn'에 수록되어 있다. 4개의 메탈볼이 탑재되어 있으며, 무게는 26.73g. 무게는 특출나게 무거운 편이 아닌데도 GT 시즌에서 츠바이 베이스 등의 어택형 베이스와 함께 쓰였다. 그러나 더블 섀시와 상위호환인 휠 디스크의 등장으로 묻혔다. 저스트 드라이버는 유니버스 드라이버처럼 축 주위의 링이 자유회전 하는 형태이며, 축 끝은 엣지 드라이버처럼 길고 뾰족한데 이로 인해 밸런스 유지력이 취약하고, 링을 이용한 뒷심도 애매해서 도태되었다. 무게는 7.76g. 컬러링은 와일드 와이번의 오르빗 드라이버의 컬러와 같다.
- 슈퍼킹 어빌리티 : 제트 쉴드

## 호루스드(Horusd)
- 사용자 : 콘다 호우지
- 스태미너형

### 홀리 호루스드 어퍼 클로(Holy Horusd Upper Claw)
- 클로 드라이버에 달린 4개의 날개는 원심력을 만드는데 도움을 주는 특징을 가졌다. 메탈파이트 베이블레이드의 C145 트랙의 리메이크.

## 이그드라실(Ygdrasil)
- 사용자 : 난스이 유고
- 스태미너형

### 예거 이그드라실 그래비티 일딩(Yeger Ygdrasil Gravity Ylding)
- 이그드라실의 일딩 드라이버는 축 끝이 특수 소재인 POM으로 되어 있기 때문에 마찰이 적어 지구력이 높다.

## 넵튠(Neptune)
- 사용자 : 미나모 나오키
- 밸런스형

### 넵튠 아머 제퍼(Neptune Armed Zeper)
- 밸런스형 치고는 락이 어택형 레이어 수준으로 높고 초반에 버스트를 시키지 못하면 스테미너전에서 불리해진다. 이런 장점 덕분에 싱글 레이어들 중 손에 꼽힐 정도로 강하다는 평가를 받았고, 데스사이저 금지 이후 와이번, 오딘과 함께 많이 쓰여서 인기 있는 베이로 등극하였다.

### 노바 넵튠 버티컬 트랜스(Nova Neptune Vatical Trance)
- 레이어는 싱글 레이어 넵튠과 마찬가지로 공격, 방어, 스테미너가 잘 어우러진 좋은 파츠라고 평가받았다. 그리고 알타 크로노스가 나오기 전까지 트랜스 드라이버를 구하기 위한 유일한 수단이었기 때문에, 선수들이 이 베이가 들어 있는 트리플 부스터 세트를 많이 구매했다.

## 오딘(Odin)
- 사용자 : 긴바 오로치
- 어택형

### 오딘 센트럴 블로우(Odin Central Blow)
- 사실 오딘의 레이어에는 웃지 못할 사연이 있다. 2017년 생산품의 중량이 2016년 생산품의 것보다 0.18g 더 늘어나면서 문제가 생겼는데, 그 이유는 바로 다크 데스사이저처럼 칼날이 잘 부러지는 것이 아님에도 불구하고 개발자들이 한쪽 부분을 강화하여 무게중심을 틀어 버리는 초대형 사고를 쳤기 때문이다. 결국 선수들은 2016년에 생산된 오딘 레이어를 구하기 위해 엄청나게 힘을 들여야 했고, 이러한 열풍은 오딘의 전성기가 끝날 때까지 계속되었다.

### 오벨리스크 오딘 트리플 익스트림(Obelisk Odin Triple Extreem)
- 락이 약하다는 소리가 있는데, 첫 번째 락은 매우 강하다. 한마디로 첫 락이 풀리면 버스트는 거의 확정이라는 것. 그러나 대시 드라이버의 출시로 그래비티 디스크와 액셀 대시 드라이버 조합만 해 봐도 갓 베이들 순정 조합은 쉽게 버스트시키는 일이 늘었다.

### 넉아웃 오딘 제니스 얼티메이트 리부트 대시 환(Nuckout Odin Zenis Ultimate Reboot Dash 幻)
- 넉아웃 베이스는 데드 하데스 레이어처럼 크기가 작고, 두꺼운 메탈 파츠가 안쪽에 몰려 있어서 GT 시리즈 공격형으로써의 성능은 저지먼트, 츠바이, 임페리얼 베이스와 마찬가지로 탑급이다. 무게는 14.36g.
- 정식 조합은 아니다.

## 제일 요르문간드 인피니티 사이클(Jale Jormungand Infinity Cycle)
- 사용자 : 아이자와 진
- 스태미너형
- 사이클 드라이버는 베이가 기울어질때 가드파츠로 중심을 잡아준다고 하였으나 가드파츠로 인하여 흔들림이 심하고 기울어지면 균형을 잘 잡지 못해 스태미너형임에도 스태미너가 좋지 않다.

## 언락 유니콘 다운 니들(Unlock Unicorn Down Needle)
- 사용자 : 이부키 우쿄
- 디펜스형
- 레이어의 락이 매우 약한 것에 비해 걸리는 부분이 많고, 특히 레이어의 뿔로 공격을 할 경우엔 약한 락 때문에 자기가 자폭한다. 더구나 순정 조합은 니들 드라이버도 스태미너까지 최악이라 방어, 스태미너 모두 애매하다.

## 제우스(Zeus)
- 사용자 : 잭 더 선샤인
- 스태미너형

### 질리언 제우스 인피니티 웨이트(Zillion Zeus Infinity Weght)
- 레이어, 디스크, 드라이버가 제노 엑스칼리버와 마찬가지로 신규 파츠로만 구성이 되어 있으며, 폭전슛 베이블레이드의 등장인물인 맥스가 사용하는 드래셸 시리즈처럼 레이어와 드라이버에 메탈 볼이 탑재되어 중량을 극대화시킨 베이이다.

### 갤럭시 제우스 포 메테오 플래닛(Galaxy Zeus Four Meteor Planit)
- 기존의 제우스가 가진 회전력에 따른 메탈볼 이동이 극대화하여 한쪽에 2개의 메탈볼, 총 2쌍의 메탈볼이 탑재되어 고회전 시 회전력이 상승하며 드라이버인 Pl(플래닛) 드라이버도 자유회전하는 메탈볼 축에 드라이버 외곽에 자유 이동하는 메탈볼 두 개를 탑재해 원심력을 증가시킨다.
- 갓 어빌리티 : 새틀라이트 볼

## 쿼드 케찰콰틀 저크 프레스(Quad Quetzalcoatl Jerk Press)
- 사용자 : 키미도리 쿠온
- 디펜스형
- 드래이거 S.H.F와 더불어 10월 22일에 발매된 랜덤 부스터 Vol.4의 레어 베이로서 입수가 가능했던 베이로, 국내에서는 B-95 랜덤 부스터 Vol.8에서 "쿼드 케찰콰틀.4S.Fl"로 얻을 수 있고, 홈플러스에서 랜덤 부스터 Vol.4를 판매하기 시작하면서 원본 쿼드 케찰콰틀을 얻을 수 있게 되었다. 4월 21일 지역대회에서 사용할 수 있게 된 건 덤

## 비스트 베히모스 헤비 홀드(Beast Behemoth Heavy Hold)
- 사용자 : 아즈키 벤
- 어택형
- 홀드 드라이버 또한 볼카닉 드라이버와 마찬가지로 오래 사용될수록 성능이 좋아진다. 각성된 홀드 드라이버는 경기장 외곽에서는 볼카닉 드라이버처럼 격렬하게 움직이고,[2] 중앙에서는 평평한 축으로 중심을 잡고 버티면서 스테미너를 유지한다. 대회에서 스태미너 계열의 드라이버를 상대로 스핀 피니쉬로 승리하는 모습까지 보여 최근에 다시 주목받고 있다.

## 기간트 가이아 쿼터 퓨전(Gigant Gaia Quater Fusion)
- 스태미너형
- 사용자 : 차가케 고
- 랜덤 부스터 Vol.5가 한국에 발매되지 않았기 때문에 레이어는 B-101 랜덤 부스터 Vol.9에서, 쿼터 디스크는 B-90 3 on 3 배틀 부스터 세트의 매드 미노보로스에서, 퓨전 드라이버는 B-02 스프리건 스프레드 퓨전에서 구해야 한다. 단, 스프리건 스프레드 퓨전이 현재 단종된 상태여서 2018년 4월에 출시된 홈플러스 독점 제품인 B-61 랜덤 부스터 Vol.4(쿼드 케찰카틀.J.P)에서 드래이거 슬래시.H.F(헤비 퓨전)을 통해서만 구할 수 있다.

## 애시드 아누비스 옐 오르빗(Acid Anubis Yell Orbit)
- 사용자 : 야마부키 아키라
- 스태미너형
- 애시드 아누비스 레이어는 월드 스프리건처럼 원형의 형태를 하고있지만 갓 베이의 등장으로 묻혀버렸다(...) 초기 발매된 제품에 들어있는 오르빗 드라이버의 마감 처리 불량이 있다고 하는데, 이는 아직까지 해결되지 않는 듯하다. 선수들은 오르빗 드라이버를 얻기 위해 이 제품을 구매한다. 순정 조합은 준수한편. 하지만 오각형 형태로 각져있는 걸리는 부분이 생각보다 잘 걸려서 버스트가 잘 난다고한다.

## 사탄
- 사용자 : 시스코 칼라일
- 디펜스형

### 크라이스 사탄 투 글레이브 루프(krys Satan Two Glaive Loop)
- 크라이스 사탄 레이어는 높은 클릭과 롤러 디펜스 덕분에 현실에서도 드레인 파브닐의 드레인 스핀을 상쇄하는 게 가능하지만 롤러가 없는 검은 칼날 부분이 약점인 롤러의 윗부분으로 상대의 칼날을 유도해 버스트가 날 수 있고, 스태미너를 소모한다는 단점이 부각되어 도태되었다. 무게는 9.2g.
- 갓 어빌리티 : 롤러 디펜스

### 커스 사탄 허리케인 유니버스 원 디펜스(Curse Satan Huricane Universe Own Defence)
- 커스 링은 다섯 개의 롤러가 있고, 무게는 8.59g. 전작 크라이스 사탄처럼 링의 롤러가 상대의 공격을 흘려보내는 기믹이지만 전작과 마찬가지로 롤러의 크기가 작아서 효과는 미미하며, 무게중심이 지나치게 높은 위치에 있다는 단점이 있다. 게다가 롤러 부분의 내구성이 약해서 롤러가 빠질 위험까지 있다. 그러나 자체 락이 매우 강한데다가 걸리는 부분이 거의 없고, 원에 가까운 형태로 인해 방어력이 높아서 재평가받고 있었다. 그러나 템페스트 드래곤의 등장으로 브레이브 링과 함께 묻혔다. 1D 섀시는 두 번째 싱글 섀시로, 1S 섀시와는 반대로 내중심성을 가지고 있다. 락은 매우 높은 4클릭인데다 상술하였듯 극한까지 중심이 안쪽에 있어 배틀중 락 강도는 더 강하여 엄청난 버스트 내구도를 보여준다만 무게가 11.51g으로, 같은 싱글 섀시인 1S 섀시(16.7g)와 비교해 봐도 5g 이상의 차이가 날 정도로 가벼운 탓에 잘 쓰이지 않는다. 유니버스 드라이버는 볼 형태의 큰 축이 자유회전하며, 축 주변에 둘러져 있는 거대한 링도 독립적으로 회전한다. 출시 전까지 오버 피니쉬에 강한 야드 드라이버의 상위 호환으로써 유저들의 기대를 한몸에 받았던 파츠지만 야드 드라이버보다도 더욱 폭주가 심하고, 기울어졌을 때 회복되기 힘들다는 단점이 개선되기는커녕 오히려 더 심해진 탓에 실전 투입이 불가능한 줄 알았으나 좋은 개체나 각성 개체는 무려 드리프트에 버금가는 뒷심을 보여줘 1티어 파츠로 자리 잡았다. 다만 각성 과정이 매우 어렵고 개체 차이가 심해 운빨이나 다름없다. 또한 잘못 각성하면 폭주가 더욱 심해지고 스태미너도 기존 개체에 비해 많이 떨어지기 때문에 주의가 필요하다. 무게는 8.73g. 국내에서는 랜덤부스터 22의 헬 샐러맨더 / 랜덤부스터 25의 인피니트 데스사이저에서 얻을 수 있다. 순정 조합은 커스 링과 1D 섀시, 허리케인 디스크, 유니버스 드라이버의 단점들이[30] 합쳐져서 오버 피니쉬에 매우 취약해 순정 조합의 성능은 상당히 좋지 않다. 건질 만한 파츠는 더 이상 없다고 봐도 무방하다.
- 슈퍼킹 어빌리티 : 유니버스 드리프트

## 알타 크로노스 식스 메테오 트랜스(Alta Chronos Six Meteor Trance)
- 사용자 : 쿠자 아커만
- 밸런스형
- 알타 크로노스 레이어는 방어력이 굉장히 좋고, 갓 칩도 락을 매우 단단하게 고정시킨다. 하지만 대체로 회전력 흡수 능력이 있는 드레인 파브닐이나 스프리건 레퀴엠에겐 뒷심 차이로 약한 모습을 보인다. 간혹 오래 사용된 레이어는 어택 포인트이자 약점(왼쪽 위 칼날의 혹)이 뭉개지고 레이어의 형태가 원에 가까워져서 지크 엑스칼리버의 트리플 임팩트나 나이트메어 롱기누스의 저속 버스트도 견디는 흉악한 성능을 보여주기도 한다. 트랜스 드라이버는 2가지 타입을 교체한다. 그러나 어택 모드는 기동력이 좋지 않고 스태미너 모드는 중심이 안좋기 때문에 실전 투입 불가. 갓 시리즈 중에서는 성능이 좋고 운용도 쉬우며 무게도 적당하고 락도 꽤나 단단한 무난한 상위 티어 레이어로, 갓 시즌 당시에 3 on 3에서 자주 쓰였다. 조합은 7M.At(세븐 메테오 아토믹) / Ds(디스트로이) 등이 있었다.
- 갓 어빌리티 : 밸런스 체인지

## 맥시멈 가루다 에잇 플로 플뤼겔(Maximum Garuda Eight Flow Fliguel)
- 사용자 : 카셈 마다르
- 디펜스형
- 레이어가 거의 원형이고, 강력한 어퍼포스를 만들어 내고, 공기 저항도 최소화하여 스태미너가 매우 높다. 이러한 장점 때문에 많은 선수들이 대회에서 사용했다. 2017~2018년 중반까지는 대회만 가면 맥시멈 가루다를 90% 이상의 선수들이 사용했다. 그리고 개체 중에서 락이 단단한 것은 사기적인 성능을 발휘해서 대회에서 자주 채택받았다. 무게는 9.8g으로 크기에 비해 가벼운 편. 다만 밸런스 패치 때문에 가루다의 치명적인 단점인 락이 거의 없는 단점 또한 심하게 작용한다. 물론 아예 없는 건 아니고, 락이 1개가 있지만 버스트 직전까지 풀리는 위치에 있고, 그마저도 언락 유니콘 수준으로 매우 낮아서 사실상 아예 없다고 체감되고 있다. 실제 대회에서도 이 리스크를 감수하고 사용한다. 전체적인 평가는 사기적인 스태미너를 가지고, 거의 원형의 형때를 띄고 있어서 방어력도 준수한 편이라 2017년 당시에는 대회 국민 베이로 떠올라 대회 탑 티어 파츠였다. 그러나 개체, 컨트롤에 따라 성능이 극심하게 달라 사람에 따라 호불호가 지나치게 갈린다. 이런 것 때문에 일부 유저들에 의해 콩가루다, X가루다, 그리고 이름 그대로 가루다라는 별명이 붙었다(...).

여담으로,26화 에서 레드아이에 의해 파괴된다.
- 갓 어빌리티 : 맥시멈 스트림

## 블라스트 지니어스 파이브 글레이브 가드(Blast Jinius Five Glaive Guard)
- 사용자 : 조슈아 분
- 디펜스형
- 블라스트 지니어스 레이어의 사이클론 월 기믹은 레이어가 공격을 받으면 올라가고 상대의 베이가 디스크 부분이나 올라가있는 칼날 아래에 있는 부분을 공격하게 해서 록이 풀리지 않게 한다. 단점은 레이어가 올라갔을 때 중심이 위쪽으로 쏠려 흔들리는 현상이 발생하는 것. 다른 드라이버와 조합해도 이 단점을 상쇄시키기 어렵다. 크라이스 사탄과 마찬가지로 이쪽도 드라이버가 문제. 레이어가 사이클론 월이 발동되어 높이가 높아질 때 균형을 잡아 줘야 할 가드 드라이버가 오히려 베이를 더 크게 기울게 하여 수비형임에도 장기전이 불가능하며, 레이어의 락도 그리 강한 편은 아니기 때문에 순정 조합은 좋지 못하다.
- 갓 어빌리티 : 사이클론 월

## 쉘터 레굴루스 파이브 스타 타워(Shelter Legulus Five Star Tower)
- 사용자 : 썬 루웨이
- 밸런스형
- 쉘터 레귤루스 레이어는 초반에 금색 칼날 4개가 나와 공격 모드가 되고, 후반에는 들어가며 방어 모드가 된다. 그러나 락이 매우 약해 혼자 자폭하는 경우가 잦다. 타워 드라이버는 초반엔 축 끝이 들어가 레이어로 공격을 하고, 후반엔 나오면서 높이가 높아져 방어력을 올린다. 순정 조합에서는 레이어의 약한 락 때문에 제 성능이 잘 안 나오지만 높이가 높아져 디스크로 공격하여 버스트 위험 없이 공격한다는 장점이 있어서 갓 발키리 등의 레이어와 조합하면 공격력, 버스트력이 대폭 상승한다. 다만, 현재는 밸런스 유지 문제로 인해 도태되었다.
- 갓 어빌리티: 오토 팽

## 딥 카오스 포 플로 베어링(Deep Caos Four Flow Bearing)
- 사용자 : 클리오 드론
- 스태미너형
- 딥 카오스의 리프트 레이어는 스프링이 내장되어 있고, 바깥쪽 칼날이 상대의 베이를 밑으로 파고들어 드라큘라가 피를 서서히 빨아먹듯이 스태미너를 깎아내려 스핀 피니쉬를 내는 게 특징이다. 덤으로 파브닐의 회전력 흡수도 무시하는 성질이 있다. 베어링 드라이버는 드라이버 내부에 정밀 부품인 볼 베어링이 들어 있고, 축 끝은 마찰이 적은 특수소재인 POM을 사용하여 최장시간의 회전력을 유지할 수 있는 스태미너에 특화되어 있다. 그러나 락은 거의 없는 수준으로 약하기 때문에 언락 유니콘보다도 버스트가 잘 난다. 또한 베어링 드라이버는 특수소재를 사용함에도 배틀 도중에 파손되는 경우가 많아 타카라토미, 영실업 모두 A/S 접수율이 높아 사후 관리가 상당히 중요하다.
- 갓 어빌리티 : 딥 다운

## 아크 바하무트 투 범프 아토믹(Arc Bahamut Two Bump Atomic)
- 사용자 : 보아 알카세르
- 디펜스형
- 레이어의 락은 디펜스형임에도 불구하고 락이 3개밖에 안 되고, 락이 매우 약하다. 파이널 가드가 락이 풀려야 발동되는 어빌리티이긴 하지만 심하게 헐겁다. 하지만 파이널 가드 능력의 방어력은 매우 높은 편이라서 의외로 갓 칩을 안 끼운 상태에서도 스프리건 레퀴엠과 비등하게 맞설 수 있는 레이어로 나뉜다. 일부 불량 개체는 락이 잘 풀리지 않는 레이어가 있다. 하지만 활용도는 당연하게도 후자 쪽이 더 높다. 때문에 락 상태에 따라 활용 방법이 극과 극으로 나뉜다. 일반 레이어는 충돌을 피하고 비비기 양상으로 가야만 파이널 가드를 활용한 장기전이 가능하지만 사실상 충돌을 피하는 것은 불가능에 가까워 사용하는 것이 힘들다. 반대로 락이 단단한 레이어는 심한 충돌만 피하면 버스트가 될 일이 없고, 안정적인 장기전도 무리 없이 할 수 있다.
- 갓 어빌리티 : 파이널 가드

## 비트 쿠쿨칸 세븐 언더 헌터(Beet Kukulkan Seven Under Hunter)
- 사용자 : 커츠 바라티에
- 어택형
- 비트 쿠쿨칸에 처음으로 등장한 언더 프레임은 바깥쪽 칼날이 아래로 늘어나서 구부러진 형태로, 베이가 기울어졌을 때나 아래쪽으로 상대의 공격을 받았을 때 강력한 공격을 줄 수 있다는 것이 특징이다. 어택 타입 프레임인데도 밸런스가 좋아서 갓 시즌에 선수들이 많이 채용하였다. 비트 쿠쿨칸 레이어는 상당한 무게와, 편중심의 공격 특화 형태가 조화되어 갓 레이어 중 손에 꼽히는 공격력을 발휘하고 트리거 어택이 발동된 상태에서는 버스트력도 크게 올라간다. 하지만 락이 은근히 단단한 편이라 트리거 어택이 발동되지 않고 회전이 끝나는 경우도 종종 나온다.
- 갓 어빌리티 : 트리거 어택

## 트윈 네메시스 쓰리 히트 재기(Twin Nemesis Three Heet Jaggy)
- 사용자 : 노먼 타버
- 어택형
- 코어 디스크들 중 가장 지름이 큰 3 코어 디스크는 별 특징은 없이 가볍고, 현재 최초이자 유일한 편중심 프레임인 히트 프레임은 엑스칼리버 정도에만 쓰였으나, GT 디스크의 등장으로 별로 주목받지 못하고 자연스레 묻혔다.
- 갓 어빌리티 : 어택 스위치

## 스크류 트라이던트 에잇 범프 웨지(Screw Trident Eight Bump Wedge)
- 사용자 : 아오이 토코나츠
- 스태미너형
- 스크류 트라이던트 레이어는 레이어의 삼각 러버로 상대의 회전력을 흡수한다. 다만 이쪽은 회전방향 상관없이 흡수한다. 그러나 락은 보통 수준이라 락이 강한 우회전 베이에게는 버스트가 쉽게 나며, 러버가 플라스틱으로 덮여 있어서 파브닐에 비해 회전력 흡수력이 애매하다. 웨지 드라이버는 메탈 샤프 축이 안정된 회전을 만들어 내기는커녕 축 끝이 얇아 오히려 심하게 흔들리고, 밸런스 유지력과 뒷심도 최악이라 실전 투입이 불가능하다.
- 갓 어빌리티 : 드라이브 어시스트

## 아킬레스(Achilles)
- 밸런스형
- 사용자 : 아카바 아이가

### 제트 아킬레스 일레븐 익스텐드(Z Achilles Eleven Extend)
- 제트 아킬레스 레이어는 우회전 베이를 상대할 때 어택포인트가 적은 편이라 공격 위력이 떨어지지만, 부딪히는 방향이 다른 좌회전 베이를 상대할 때는 레이어의 칼날 반대 부분이 4개의 어택 포인트가 되어서 버스트력이 크게 올라간다. 가장 큰 단점은 편중심이 아닌데도 레이어의 균형이 맞지 않아서 좌우로 흔들거린다는 것, 레벨 칩을 장착해야만 이 단점을 상쇄할 수 있다. 밸런스형이지만 락은 3개, 무게는 17.8g. 일레븐 디스크의 무게는 18.4g. 트웰브 디스크보단 2.1g 무겁지만 이쪽도 가벼운 축에 속한다. 밸런스가 잡혀있어 안정성이 높다고는 하지만 가볍고 아무런 특징이 없어 도태되었다.익스텐드 드라이버는 타워, 퓨전, 트랜스 드라이버의 특징을 섞어놓은 듯한 성능, 외형은 타워 드라이버와 유사하며, 드라이버 변형 때는 트랜스 드라이버와 비슷하게 조작하지만 이쪽은 타입이 아니라 드라이버 높이를 조절한다. 그리고 축이 퓨전 드라이버와 유사해서 슛을 쏘는 각도에 따라 움직임이 달라진다. 기본적으론 초Z 드라이버의 저중고 3단계 기준에서 '중'에 해당되지만, 높이 조절을 통해 고중심에 가까운 높이로도 맞출 수 있다. 그리고 9월 현지 발매된 롱 베이런처세트에 수록되어있는 익스텐드 칩을 이용해서 익스텐드 플러스 드라이버로 강화가 가능하며, 이 때까지의 비판을 모두 날릴 정도로 성능이 향상된다. 공격 모드는 스태미너가 낮아 도태되었고 스태미너, 방어형이 선호되며, 특히 스태미너형 익스텐드 플러스의 활용도가 높은 편.
- 초제트 어빌리티 : 메탈 스팅어

### 초제트 아킬레스 더블오 디멘션(Cho-Z Achilles Double 0 Dimention)
- 레이어인 초Z 아킬레스는 초Z 발키리와 마찬가지로 강하게 슈팅하면 숨겨진 칼날, 버스트 스토퍼가 튀어나온다. 초Z 윙은 4개이며, 슛 파워로 열고 버스트 스토퍼가 있는 윙이 좌우에 있는 2개, 앞의 윙이 열릴 때 같이 펼쳐지면서 충격 완화작용을 하는 윙이 상하에 있는 2개이다. 그리고 기존 제트 아킬레스의 단점인 떨어지는 안정성을 보완하기 위해 칼날 방향을 반대로 하였다. 그러나 초Z 윙의 강도가 약해서 각성이 비교적 쉬운 편이지만 그만큼 스토퍼도 약해 매우 강한 충격을 받으면 초Z 각성 상태에서도 버스트를 당할 위험이 있는데다가, 레이어 락이 제트 아킬레스에 비해 약한 편이라 초Z 발키리나 스프리건에 비해 밀려 대회에서 도태되었다. 무게는 21.89g. 더블오 디스크는 설명에 초중량급 디스크라고 적혀져 있었고, 실제로 기본 무게는 25g 정도로, 24g의 제로 디스크를 뛰어넘었다. 다만 최소 22g에서 최대 26.5g까지 개체에 따른 무게의 차이가 매우 심해서 운이 나쁘면 도태되는 파츠이다. 디멘션 드라이버는 축을 돌려서 모든 높이로 변형이 가능하고, 축을 돌리다가 일정 칸에 맞추면 가운데 작은 고무 축이 빠져나오며 밸런스 모드, 맞추지 않은 상태에선 어택 모드의 두 가지 모드로 변형할 수 있다. 즉, 6가지 모드로 변형할 수 있는 드라이버이다. 그러나 폭주가 상당히 심하고, 가끔 모드가 강제로 바뀌는 경우가 많아 궤도 컨트롤도 까다로워 도태되었다. 무게는 7.2g.
- 초제트 어빌리티 : 초제트 각성

### 유니온 아킬레스 컨버트 익스텐드 플러스 렬(Union Achilles Cunbert Extend Plus 烈)
- 아킬레스 칩은 무게가 3.21g이고, 보통의 록과 높은 록이 순서대로 4개가 있는 칩이다. GT칩 중에서는 무겁고 락이 은근히 단단한 편이라 드래곤(Dr) 칩과 더불어 대회에서 애용된다. 유니온 베이스는 전용 파츠 '유니온 소드'의 장착 유무에 따라 스피드 모드와 파워 모드로 나뉜다. 스피드 모드일 때 무게가 10.44g, 파워 모드일 때 무게가 14.28g으로 스피드 모드는 가볍고 베이스에 빈 공간이 많아져 불안정하기 때문에 당연히 실전 투입이 불가능하다. 파워 모드의 경우 넉아웃 베이스와 비슷한 무게를 가지고 있지만, 유니온 소드가 순수 플라스틱 파츠로 이루어진 탓에 어택 포인트에 무게가 실려 있지 않고, 무게가 분산되어 있어서 상대적으로 공격력이 떨어져서 파워 모드도 도태되었다. 컨버트 디스크는 무게가 28.73g으로 블릿츠 디스크와 비슷하며, 노멀 모드와 편중심 모드로 변경이 가능하고, 하단은 월 프레임과 형태가 비슷하다. 편중심 모드일 때 공격력이 눈에 띄게 증가한다. 단점은 기울어질 때 디스크 하단의 가드 파츠가 경기장 바닥에 닿아서 스태미너가 심하게 소모되어 베이가 그냥 멈춰 버리는 경우가 매우 잦다는 것. 게다가 베어링 드라이버와 조합해도 뱅가드 디스크에 비해 공격력도 상대적으로 떨어져서 도태되었다. 제트 아킬레스의 드라이버가 재탕된 익스텐드 플러스 드라이버는 국내에서는 11월 2주차부터 발매되어 한국 선수들도 사용할 수 있게 되었다. 현지 대회의 탑 티어 파츠 중 하나로 어택형은 폭주가 심하고 스태미너가 소모되어 잘 쓰이지 않고 방어형이나 뒷심이 좋은 스태미너 모드가 자주 애용된다. 무게는 7.61g.
- 진검 어빌리티 : 유니온 소드

### 인피니트 아킬레스 디멘션 대시 원 밸런스 인피니트 소드/쉴드(Infinit Achilles Dimention Dash Own Balance Infinit Sword/Shild)
- 유니온 아킬레스의 진검 칩이 제트 아킬레스와 비슷한 디자인이라면, 인피니트 아킬레스의 슈퍼킹 칩은 초제트 아킬레스와 비슷한 디자인으로 되어 있다. 무게는 3.17g. 인피니트 링은 전작 유니온 아킬레스의 기믹인 유니온 소드에서 약간 변형되어 2가지 강화 파츠 인피니트 소드, 인피니트 실드를 교체할 수 있다. 유니온 아킬레스와 마찬가지로 메탈 파츠가 없고, 파츠가 장착되지 않은 밸런스 모드는 무게가 5.48g으로, 이전까지 가장 가벼웠던 바리언트 링(5.84g)보다도 가볍다. 그리고 속이 비어있어서 내구도가 좋지 않다. 파츠 없이 사용하다보면 링이 찌그러질 정도. 인피니트 소드는 공격력 강화 파츠로, 전용 컬러링은 블루. 그러나 어퍼&스매시 포인트의 형태가 확실하게 잡혀있지 않고, 그렇다고 해서 장착해봤자 총 링 무게도 10g밖에 되지 않아 특출나게 무겁지 않아서 도태되었다. 무게는 5.37g. 인피니트 실드는 방어력 강화 파츠로, 랜덤부스터 22에서 블랙 인피니트 아킬레스, 드래이거V를 뽑으면 얻을 수 있다. 전용 컬러링은 블랙 인피니트 아킬레스에 포함된 옐로우, 드래이거 V에 포함된 실드는 블랙. 그러나 카운터 능력도 떨어지고, 공기저항을 많이 받는 형태인 탓에 마찬가지로 도태되었다. 무게는 4.97g. 디멘션 대시 드라이버는 이미 진검 트리플 부스터 세트의 로드 스프리건.Bl.Dm'에 수록되어 출시되었었다. 디멘션 드라이버에서 금형이 바뀌어서 강제로 모드가 바뀌는 문제는 해결되었으나, 속도와 스태미너, 뒷심이 다른 공격형 드라이버보다 애매하다는 단점을 그대로 가지고 있어 잘 쓰이지 않는다. 그리고 아킬레스의 디멘션 대시 드라이버만 개체에 따라 내장되어있는 고무축이 기존보다 커져서 드라이버 축 끝을 올려도 고무축이 감춰지지 않아 어택 모드로 변경할 수 없는 문제도 있다.
- 슈퍼킹 어빌리티 : 인피니트 체인지

## 엠퍼러 포르네우스 제로 야드(Emperor Forneus Zero Yard)
- 디펜스형
- 사용자 : 스미에 후부키
- 엠퍼러 포르네우스 레이어는 양쪽에 파도모양과 유사한 4개의 메탈 칼날, 나머지 위아래 각각 2개의 칼날로 총 12개의 칼날로 상대의 공격을 분산시킨다. 락은 그렇게 단단하지는 않은 4개의 락을 가지고 있지만, 레이어의 형태가 잘 잡혀 있고, 방어력도 높아서 버스트가 잘 나지 않는 편. 레벨 칩을 장착하지 않은 상태에서는 레이어와 디스크 사이의 유격이 심하기 때문에 레벨 칩을 장착하는 것이 좋다. 작중 사용되는 레벨 칩은 파란색. 무게는 17.7g. 야드 드라이버는 오르빗, 아토믹 드라이버처럼 축 끝이 자유회전하는 구슬 부품으로 되어 있고, 디펜스 드라이버보다 큰 링 부품이 오버 피니쉬 방지와 공격 방어에 도움을 준다. 단점은 기울어졌을 때 링 부품이 닿아 스태미너가 크게 줄어들 수 있고, 고속 회전 상태일 때 아토믹 드라이버 이상으로 폭주할 수 있다는 단점 때문에 대회에서 오르빗, 아토믹 드라이버만큼 각광받지 못하고 도태되었다. 초Z 드라이버의 저중고 3단계 기준에서 '저'에 해당하는 만큼 드라이버 높이가 매우 낮다.
- 초제트 어빌리티 : 메탈 웨이브

## 헬 샐러맨더 트웰브 오퍼레이트(Hell Salamander Twelve Operate)
문서 참조

## 아처 헤라클레스 서틴 이터널(Archer Heracles Thirteen Eternal)
- 스태미너형
- 사용자 : 오 호이
- 아처 헤라클레스 레이어는 쉘터 레굴루스처럼 배틀 초반에는 원심력에 의해 메탈 파츠 부분이 확장되고 회전력이 떨어지면 메탈 파츠가 다시 들어가는 특성을 지녔다. 이 특성을 통해 경기 후반부 자신의 회전 토크를 바꾸어 회전속도 감소를 줄이고 상대적으로 내중심으로 바뀌어 흔들림을 감소시킨다. 무게는 19.71g. 다른 스태미너 타입 레이어들에 비해 록이 단단하고 무게가 무거운 편이어서 버스트는 쉽게 나지 않고, 어택, 디펜스 계열로 조합해서 사용해도 제 성능을 발휘하는 상위 티어 레이어다. 초제트 어빌리티에 의한 반바퀴 싸움에서의 유리함과 메탈파츠의 어퍼공격을 잘 살리는 익스텐드 플러스 드라이버와 궁합이 좋다. 롱 라이트 런처 LR과 함께 등장하여 양회전 베이일 것이라는 추측이 많았지만, 레이어 뒷면에 회전 방향을 바꾸는 기능은 없다. 그냥 우회전. 이터널 드라이버는 리볼브와 구성이 같지만 높이가 낮고, 회전하는 원판이 POM 소재로 되어 있다. 스태미너가 상당히 좋으며, 뒷심이 무시무시하기 때문에 대회에서 선수들이 많이 채용하였다. 이터널 드라이버의 진정한 사기성은 아우터 디스크와 조합했을 때 드러난다. 그렇게 하면 극하단으로 기울어서도 회전하는 무서운 능력을 보여준다. 드라이버의 무게는 6.07g.
- 초제트 어빌리티 : 메탈 애로우

## 바이스 레오파드 트웰브 리프트 디스트로이(Vice Leopard Twelve Lift Destroy)
- 사용자 : 라반 바노
- 어택형
- 바이스 레오파드 레이어는 블라스트 지니어스, 딥 카오스처럼 레이어가 위아래로 움직이면서 공격하는데, 이쪽은 상대를 이빨로 물어뜯는 듯이 공격한다. 이게 부분적 현실 반영이 됐는지 상대 베이와 부딪힐 시에 상대 베이의 스테미너 소모도가 다른 레이어에 비해 크다. 하지만 자신의 스테미너 손실도 그만큼 큰 탓에 도태되었다. 무게는 19.1g. 리프트 프레임은 최초로 뒤집어서 끼울 수 있는 기능을 가진 프레임이다. 무게는 3.43g으로 모든 프레임 중 세 번째로 무겁다. 단점은 상하로 두꺼운 형태 때문에 바닥에 긁히면 순식간에 스태미너가 소모된다는 단점이 있다. 하지만 프리회전하는 축을 가진 베어링 드라이버를 장착하면 역공을 줄 수 있어 궁합이 좋아 대회 필수 부품이었으나 월 프레임, 뱅가드 디스크에 밀려 묻히고 말았다.
- 초제트 어빌리티 : 하울링 바이트

## 데드 하데스 일레븐 턴 제퍼 대시(Dead Hades Eleven Turn Zeper Dash)
- 사용자 : 하츠
- 밸런스형
- 데드 하데스 레이어는 가운데 1개의 무게추로 원심력을, 나머지 외곽의 6개의 무게추로 공격력을 상승시킨다. 실제로도 22.18g이라는 무게를 선보여 초제트 베이들 중에서는 최상위권의 무게를 선보인다. 락이 크래시 라그나로크와 비슷하게 약한 편이지만 무거운데다가 메탈 파츠가 두꺼워서 대시 드라이버와 조합하면 버스트가 거의 나지 않는다. 당시 대회에서는 디스트로이 대시 드라이버와 조합한 공격형으로 사용되었다. 신 프레임인 턴(T)은 리프트 프레임처럼 상하로 뒤집어서 양 면을 둘 다 사용가능하며, 프레임의 날이 어느 방향을 향해 있느냐에 따라 공격, 방어 모드로 바꿔 끼울 수 있다. 무게는 3.63g으로 프레임 중에선 무거운 편. 프레임이 워낙 두껍고 울퉁불퉁하여 스태미너 소모가 심하고, 무게조차도 월 프레임에 밀려 묻히고 말았다. 메탈 파이트 베이블레이드에서의 SW145 트랙의 리메이크.제퍼 대시(Z')드라이버는 최초의 밸런스형 대시 드라이버로, 어택형과 같이 외곽만 빙빙 돌고 궤도 조절이 어려워 도태되었다.
- 초제트 어빌리티 : 헥사 웨이트

## 에어 나이트 트웰브 익스펜드 이터널(Air Knite Twelve Expend Eternal)
- 사용자 : 키트 로페즈
- 디펜스형
- 에어 나이트 레이어는 기존의 맥시멈 가루다 레이어보다도 조금 더 크며, 초Z 레이어 중 가장 원에 가까운 형태를 하고 있고, 다행스럽게도 맥시멈 가루다처럼 락이 거의 없는 것이 아니라 엠퍼러 포르네우스와 비슷한 강도의 4클릭을 가지고 있다. 출시되자마자 초Z 시즌 대회에서 단숨에 채용률 TOP클래스를 달리고 있었다. 익스팬드 프레임은 4개의 날개가 어퍼포스를 일으켜 지구력을 상승시키는 프레임이지만 그 효과는 미미하며, 지름이 지나치게 커서 기울어질 때 스태미너를 크게 소모한다는 단점이 있어서 동회전 장기전 전략으로는 무리이고 대회에서는 좌회전 시 다운포스를 발생시키는 특징을 이용하여 좌회전 베이의 밸런스를 강화하여 뒷심을 보강하거나, 어택 타입 프레임으로 사용되었다. 현재는 GT 디스크의 수요가 증가하면서 뒷심 보강 용도로만 쓰인다. 무게는 3.42g.
- 초제트 어빌리티 : 나이트 플라이어

## 오브 이지스 아우터 퀘스트(Ove Aegis Outer Quest)
- 사용자 : 이벨 옥스포드
- 스태미너형
- 오브 이지스 레이어에 있는 프리회전하는 메탈볼을 이용하여 공격을 흘려 보내는 컨셉이다. 하지만 이 메탈볼의 효과는 크라이스 사탄처럼 미미하며, 각진 형태와 강한 락을 이용한 카운터에 적합하다. 무게는 18.7g. 추천 조합은 St.At과 Wh.Kp'. 아우터 디스크는 전설의 레어 베이 오리하르콘 아우터 옥타에 들어 있던 디스크로, 구하기 힘든 귀중품이었으나 초Z 커스터마이즈 세트를 통해 얻을 수 있게 되었다. 무게는 22.11g이며 원에 가까운 형태를 갖추고 있고 밸런스가 좋아서 실전에서 많이 쓰였으나, 상위호환 디스크인 휠 디스크에 밀려 자연스레 묻혔다. 퀘스트 드라이버는 아래에 있는 프리회전하는 빨판을 이용해 경기장에 붙어서 버티는 전술을 구사한다는 컨셉으로, 초Z 드라이버 중에는 앵커 드라이버만큼 상당한 높이를 자랑한다. 그러나 스태미너가 최악이고 베어링이 내장되어 있음에도 중심이 지나치게 높아 기울어짐이 지나치게 심해 오퍼레이트 드라이버와 같이 실전용으로는 가망이 없다. 빨판 둘레가 뜯어지고 가운데 있는 뾰족한 고무가 떼어지고 작은 고무 축만 남으면 스텔스 축이 되어 기울어짐이 완화된다. 스태미너도 약간 높아지지만 그 효과는 미미하고, 오히려 오버 피니쉬에 약해지며 조금만 강한 공격을 받기만 해도 넘어져서 실전 투입이 불가능한건 여전하다. 무게는 7.35g.
- 초제트 어빌리티 : 트윈 메탈볼 디펜스

## 라이트/레프트 이클립스 일레븐 턴 제퍼 대시(Right/Left Eclipse Eleven Turn Zeper Dash)
- 사용자 : 나이트 백작
- 밸런스형
- 라이트 아르테미스와 레프트 아폴로스를 합체한 베이로, 레전드 스프리건부터의 스프리건 시리즈의 뒤를 잇는 2번째 양회전 베이이다. 이후 GT에서 아카네 델타의 디아볼로스까지 3명이 되었다. 양회전 베이 중에서는 상당한 흑역사로 여겨진다. 레이어는 가운데의 칩을 변경하여 회전 방향을 바꿀 수 있다. 아르테미스의 칩을 장착하면 우회전의 라이트 이클립스, 아폴로스의 칩을 장착하면 레프트 이클립스가 된다. 후속작 GT 시리즈의 레이어 기믹의 시작점인 듯. 성능은 대체로 애매하다. 공격, 방어, 스태미너 모두 애매한 성능을 보였으며, 초Z 각성 베이들과 퍼펙트 피닉스에 밀려 도태되었다. 게다가 오브 이지스만큼 비중이 적은 건 아니지만 34화에만 등장했던 탓에 다른 베이들에 비해 비중이 매우 적어 잊혀졌고, 비중이 적은 것도 서러운데 이클립스는 단 한 번도 이기지 못한 비운의 베이가 되었다.
- 초제트 어빌리티 : 멀티 스위치

## 드래곤(Dragon)
- 사용자 : 고류 드럼
- 어택형

### 에이스/그랜드/록 드래곤 스팅 차지 참(Ace/Grand/Rock Dragon Sting Charge 斬)
- 드래곤 칩은 보통보다 조금 높은 3클릭과 낮은 1클릭을 가지고 있지만 발키리, 디아볼로스 칩에 밀려 잘 쓰이지 않는다. 무게는 2.89g. 참(斬) 웨이트는 두 개의 무게추가 달린 평균 웨이트이다. 무게는 8.13g. 에이스 베이스는 아킬레스처럼 두 쌍의 어퍼 공격날을 가지고 있으며, 초Z 각성 베이들의 무적 모드를 쉽게 해제할 정도로 공격력이 좋지만 그만큼 반동도 심하여 리스크가 크다. 게다가 무게는 9.55g으로 가벼워서 잘 쓰이지 않는다. 그랜드 베이스는 드랜져 스파이럴과 블레이즈, 크래시 라그나로크와 비슷한 형태를 가지고 있으며, 두 개의 둥근 칼날이 상대의 공격을 부드럽게 흘려 보내는 장점 때문에 초기 출시 베이스 중 평가가 가장 좋았으나, 베이스 자체 락이 조금 약한 편이고, 스태미너 타입의 베이스임에도 불구하고 반동이 매우 심하다는 단점이 부각되어 도태되었다. 무게는 10.34g. 록 베이스는 6개의 칼날이 상대의 공격을 방어한다고 하지만 해저드 케르베우스 레이어처럼 걸리는 부분이 많고 베이스 자체가 락을 무르게 하기 때문에 실전 투입이 불가능하다. 무게는 9.9g. 스팅 디스크는 갓 발키리 레이어처럼 내부에 스프링이 내장되어 있어 상대의 공격을 튕겨내는 디스크로, 28.66g이라는 엄청난 무게 덕분에 상위 티어 파츠가 되었다. 차지 드라이버는 무게가 14.69g으로 옥타 드라이버(14g)보다도 무거우며, 대회에서는 강화 스프링을 단 차지 대시 드라이버가 실전에서 무게를 이용하여 밀어붙이는 공격형 조합으로 쓰이고 있다.
- 진검 어빌리티 : 바운드 스팅어

### 임페리얼 드래곤 이그니션 대시(Imperial Dragon Ignition Dash)
- 드래곤 칩은 그대로이지만, 록이 통상보다 조금 높은 4개에서 더욱 강한 3개로 변경되었다. 또한 색상과 디자인이 조금 변경되었고, 스티커가 추가되었으며 무게도 3g으로 늘어났다. 임페리얼 베이스는 로드 베이스처럼 웨이트와 베이스가 일체형인 베이스로, 코로코로 코믹스와 타카라토미 유튜브에서 공개된 정보에 따르면 베이블레이드 최초의 진화형 레이어라고 했는데, 배틀을 하면 할수록 레이어 양쪽의 금색 칼날이 점점 밀리면서 레이어의 형태가 변한다고 한다. 2단계 각성 형태인 바운드 폼이 되면 양쪽의 금색 칼날이 뒤로 밀려나면서 위아래의 금색 칼날이 마치 갓 발키리처럼 바운드 어택을 하게 되고, 마지막 3단계 각성 형태인 얼티메이트 폼이 되면 양쪽 금색 칼날이 끝까지 바운드 칼날을 밀고 들어가 고정되면서 밑의 빨간색 러버까지 드러나게 되어 저지먼트 베이스 이상의 공격력을 가지게 된다. 무게는 26.75g으로 웨이트 일체형 베이스 중 가장 무겁다. 참고로 각성하면 되돌릴 수 없다고 설명서에 나와 있는데, 아예 불가능한 건 아니다. 전동 드라이버 툴을 이용해 양쪽 금색 칼날을 반대로 밀면 된다. 하지만 내부의 부품이 파손될 수 있고, 대회에서는 얼티메이트 폼만 쓰이므로 별로 추천하지 않는다. 이그니션 대시 드라이버는 리겔리아 제네시스의 하이브리드 드라이버와 마찬가지로 전동 모터가 장착되어 있다. 회전 도중 가속도 센서에 의해, 전동 드라이버가 고속 회전을 하다가 베이의 회전 방향이 바뀌지 않은 상태로 전동 드라이버가 반대 방향으로 움직이다가, 다시 원래의 회전 방향으로 바뀌는 움직임을 반복한다고 한다. 대시 드라이버인 만큼 버스트 내성도 높고, 어택형 치고는 스태미너와 뒷심이 좋은 편이다. 참고로 전동을 껐을 때의 성능은 무거워진 일체형 이터널 대시 드라이버와 유사하다고 생각하면 된다. 축 끝의 소재가 저마찰의 POM 소재인지라 중앙에서 버티는 움직임을 보이고, 역회전으로 인해 스태미너를 소모하는 문제가 사라지며, 마찰이 적음에도 무게 때문에 튕겨내기 무척 힘들고, 설상가상으로 대시 드라이버라 락도 강한데다 뒷심까지 좋다. 역회전도 최상위 티어이며 동회전의 경우 밸런스붕괴 머신 그 자체. 무게는 39.13g으로, 세이버 발키리의 샷 드라이버가 출시하기 전까지 출시한 디스크 일체형 드라이버 중 가장 무거웠다.
- 진검 어빌리티 : 얼티메이트 폼

### 템페스트 드래곤 차지 메탈 원 어택(Empest Dragon Charge Metal Own Attack)
- 드래곤 칩의 무게는 2.98g. 템페스트 링은 임페리얼 베이스와 에이스 베이스가 적절히 합쳐진 모양이며, 강한 슛을 쏘거나, 상대의 강한 충격을 받으면 4개의 바운드 날이 움직이게 되는데 최대로 움직였을 때, 4개의 바운드 날이 고정되어 원심력과 공격력이 상승하는 형태를 각성 모드라고 한다. 임페리얼 베이스와는 다르게 각성이 풀리도록 설계되어서 각성 모드와 바운드 모드로 마음대로 설정할 수 있다. 칼날의 무지개색 씰은 레인보우 터보를 연상시킨다. 요약하면 템페스트 링은 에이스 베이스의 디자인과 임페리얼 베이스의 기믹을 적절히 합친 것. 링의 무게는 13.15g으로 우회전 전용 링 중 두 번째로 무겁고, 임페리얼 드래곤의 형태가 계승되었으며 내부에 빈 공간이 없어서 공격력은 임페리얼 드래곤을 상회하는 수준이다. 또한 임페리얼 베이스의 유일한 단점이었던 약한 자체 락을 보완해서 버스트 내성도 강한 편이며, 장기전으로도 무리가 없어서 싱글 섀시, 이그니션 대시 드라이버와 궁합이 잘 맞는다. 다만 배틀할 때 가끔씩 강한 충격을 받으면 아래쪽의 작은 바운드 날과 위쪽의 큰 바운드 날이 부러져 따로 움직이게 되는 경우가 있는데, 이 경우는 오히려 바운드 공격을 강화시켜주는 경우가 있다. 차지 메탈 드라이버는 차지 드라이버에서 축까지 메탈로 변경된 드라이버이며, 이로 인해 무게는 가장 무거울 것으로 추정되었지만 너무 무거운 탓에 회전력과 안정성이 떨어지는 것을 우려하는 반응이 많아서 안정성을 위해 전체적으로 하단의 금형이 수정되었고 축의 형태가 기존의 플랫 축에서 제퍼 드라이버와 같은 홀 플랫 축으로 바뀌었음에도 불구하고 스태미너가 상당히 떨어지고, 드라이버의 안정성이 좋지 않아 폭주가 심하다. 더군다나 하단이 울퉁불퉁하여 뒷심도 기존 차지 드라이버보다도 떨어진다. 게다가 요즘 대회에서의 조합은 대시 드라이버가 판을 쳐서 대부분의 일반 드라이버는 도태되는 추세이다. 무게는 16.13g으로 그 전까지 가장 무거운 단일 드라이버였던 불릿 드라이버(15.38g)를 뛰어넘었으나 상술한 단점으로 인해 도태되었다.
- 슈퍼킹 어빌리티 : 템페스트 브레이크

## 무신 아수라 허리케인 킵 천(Musin Asura Huricane Keep 天)
- 사용자 : 쿠사바 아마네
- 디펜스형
- 천(天) 웨이트는 내중심성을 가진 4개의 무게추가 베이의 흔들림을 줄인다. 하지만 대회에서는 공격형 조합이 주 조합이라 잘 쓰이지 않는다. 무게는 8.37g. 무신 베이스는 엠퍼러 포르네우스처럼 12개의 날이 상대의 공격을 방어하는 베이스로 형태는 꽤 좋다. 그러나 베이스 자체의 락이 약하여[7] 실전 투입이 불가능하다. 무게는 10.26g. 허리케인 디스크는 토네이도 와이번처럼 외곽의 프리회전하는 링이 상대의 공격을 흘려보내지만 디스크가 워낙 얇아 효과는 미미하고, 오히려 연타 공격을 받으면 스태미너를 악화시키기 때문에 도태되었다. 무게는 25.26g. 킵 드라이버는 러버로 된 축이 자유롭게 회전하여 잘 밀려나지 않는다는 장점 때문에 카운터 성능이 상당히 좋은 편이어서 실전에서 조커 카드용으로 쓰였으나, 스태미너 유지력이 좋지 않다는 단점이 부각되었고, 슈퍼킹 시즌의 베이들의 버스트 내성이 강해져 카운터 조합이 몰락하면서 묻히는 듯 했으나, 동회전 배틀에서 상당히 유리하다는 장점이 있어 강화 스프링을 장착한 대시 드라이버가 가끔 쓰이고 있다. 무게는 6.54g.
- 진검 어빌리티 : 풀 디펜더

## 디아볼로스
- 사용자 : 아카네 델타
- 밸런스형

### 베놈/이레이즈 디아볼로스 뱅가드 불릿(Venom/Erase Deabolos Vangard Bullet)
- 디아볼로스 칩은 웨이트와 진검 칩이 일체형으로 스톰 스프리건을 제외한 스프리건계 베이처럼 좌우회전이 가능하다. 특별한 조작 없이도 양회전이 가능한 구조로 되어 있어 더욱 편리해졌으며, 진검 칩의 무게는 13.97g이다. 락은 상당히 깊은 3개이며 롱기누스, 발키리 칩과 비교했을 때 클릭 깊이가 비슷하고, 초중량급인 츠바이 롱기누스의 강한 공격을 버틸 정도로 버스트 내성이 매우 높으며, 공격력도 높다. 무게와 락의 장점을 살려서 츠바이, 넉아웃 등 고중량의 베이스와 조합되어 많이 사용되었다. 베놈 베이스는 어퍼+스매시 공격을 복합적으로 쓸 수 있는 베이스로 에이스, 슬래시 베이스에 비해 공격 반동이 심하지 않은 편이다. 다만 무게가 10.26g으로 가볍고, 칼날 속이 비어있어서 진검 시즌 초반 뒤로는 잘 쓰이지 않는다. 이레이즈 베이스는 공격 모드의 헬 샐러맨더처럼 5개의 칼날이 있고 블러디 롱기누스처럼 어퍼 공격에 중점을 둔 베이스로, 츠바이 롱기누스를 버스트 시킬 만큼[57] 공격력은 좋지만 블러디 롱기누스의 단점을 그대로 가지고 있으며, 무게가 10.39g으로 가벼운 편이어서 베놈 베이스와 마찬가지로 잘 쓰이지 않는다. 애니에서는 베놈 베이스로 안 될 것 같으면 이레이즈 베이스를 비장의 무기로 쓴다. 뱅가드 디스크는 상하로 두꺼운 육각 별 모양의 디스크로, 공격력 하나는 매우 높지만 지나치게 칼날이 아래로 젖혀져 있어 스태미너를 크게 소모하여 리스크가 크므로 로드 스프리건 레이어, 베어링 드라이버와 조합하여 사용할 때 월 프레임보다 더 좋은 위력을 발휘할 수 있도록 하는 것이 권장된다. 한국에서는 베어링 드라이버가 금지되어 묻혔지만, 금지되지 않은 일본 현지에서는 티어권에 들었다. 무게는 26.44g. 불릿 드라이버의 기능은 총알처럼 분리되어 공격하는 분신 드라이버이다. 드라이버 버전 피닉스라고 보면 된다. 원리는 착지할 때 드라이버 축 끝이 눌리고, 충돌 시 반동으로 불릿이 돌아가서 튀어나오는 원리이다. 기울여서 쏘면 발동이 더욱 잘 된다. 그리고 재결합 할 때는 불릿을 본체에 맞게 끼워주고, 스프링이 있는 빨간색 부분을 눌러줘야 한다. 그러나 드라이버의 분신은 무게가 너무 가벼워 상대에게 큰 충격을 주지 못하며 자신이 튕겨나가는 경우가 잦고, 분신이 분리된 드라이버의 축은 너무 얇아서 뒷심과 밸런스 유지력이 최악이고 내구성도 약해 강한 충격에 파손될 수 있다. 무게는 본체 6g에 분신 9.38g으로 도합 15.38g. 진검 시즌 단일 드라이버 중 가장 무겁지만 위의 단점 때문에 실전 투입이 불가능하다.
- 진검 어빌리티 : 듀얼 팬텀

### 마스터 디아볼로스 제너레이트(Master Deabolos Jenerate)
- 마스터 베이스는 로드 베이스처럼 회전 방향을 바꿀 수 있다. 다만 로드와는 다르게 베이스를 180도 뒤집어 회전 방향을 바꾼다. 기본은 우회전 모드인데, 우회전 모드일 때는 금색 메탈이 외측에 있고 어퍼 공격을 하는 형태이며, 좌회전 모드일 때는 금색 메탈이 안쪽에 있기 때문에 방어력이 증가하며 스매시 공격이 가능해진다. 우회전 모드일 때는 디스크와의 유격이 심하다는 단점이 있고, 좌회전 모드는 디스크와의 유격이 적으며 낮은 무게중심으로 인해 안정감이 높아 실전에서 선호되는 형태이다. 자체 락도 우회전 모드보다 좌회전 모드가 더 강하다. 그러나 월드 스프리건의 출시 이후로는 익스텐드+ 조합으로만 간간히 쓰인다. 베이스 가운데의 메탈 파츠는 레전드 스프리건과 스프리건 레퀴엠, 초Z 스프리건 레이어의 메탈 칩과 비슷한 형태를 가지고 있으나 분리가 가능하다. 베이스 본체의 무게는 20g, 메탈 파츠 3.8g으로 베이스 전체의 무게는 23.8g, 레이어 전체의 무게는 진검 칩까지 합쳐서 26.6g이다. 여담으로 아크 바하무트와 더불어 디자인이 호평을 받는다. 제네레이트 드라이버는 전동, 무한 드라이버를 제외한 최초의 디스크 일체형 드라이버이다. 배틀 전반은 락이 단단해지고 축 끝이 들어가면서 경기장을 날뛰는 초 공격이 가능해지고, 후반부에 스태미너가 떨어져도 뾰족한 축 끝이 나오면서 회전력을 유지하는 게 가능한 드라이버다. 무게가 37g으로 무겁고, 초반 기동력은 매우 뛰어나 공격력이 높은 장점과는 별개로 샤프 축의 밸런스 유지 문제가 크고, 레이어와의 유격을 크게 하는 데다가, 볼카닉 드라이버에 필적할 만큼 컨트롤 난이도가 어려운 편인데다가 대회에서는 대시 드라이버가 판을 치기 때문에 도태되었다.
- 진검 어빌리티 : 마스터 체인지

## 헤븐 페가수스 텐 프루프 로우 섬(Heven Pegasus Ten Prupe Low 閃)
- 사용자 : 포트 호프
- 스태미너형
- 페가수스 칩의 락 중 두 개는 보통 수준으로 조여져 있고, 나머지 하나는 통칭 회복 베이다운 기믹 발동을 위해 길고 얇게 만들어졌다. 락이 3개지만 마지막 하나는 매우 낮아 2개만 있는 수준이고, 그렇다고 해서 나머지 2개도 발키리 칩에 비해 약해서 실전 투입이 불가능하다. 무게는 3.1g. 헤븐 베이스는 락이 두 칸 풀리면 노란 칼날이 튀어나오는데, 그 부분을 상대방이 부딪혀서 들어가게 하면 락이 밀려서 한 칸만 풀린 상태로 돌아간다. 무게는 15.02g으로 단일 베이스 중 2번째로 무겁지만 그랜드 베이스와 마찬가지로 스태미너 타입 베이스임에도 반동이 심한데다가 윙이 디스크를 부드럽게 밀어내지 못해서 회복 기능이 애매하여 도태되었었지만 차지 대시, 드리프트 드라이버의 등장으로 휠 디스크와 조합해 무게 인플레를 이겨내고 티어권에 올라왔다. 로우 드라이버는 회전하는 가드 파츠가 메탈로 되어 있고, 이터널 드라이버만큼 낮은 높이를 자랑한다. 무게는 9.57g으로 무겁지만 메탈 파츠의 유격 때문에 안정감이 떨어져 도태되었다.
- 진검 어빌리티 : 락 리버스

## (빅뱅) 프라임 아포칼립스 제로 대거 얼티메이트 리부트 대시((Big Bang)Prime Apocalipse Zero Dagger Ultimate Reboot Dash)
- 사용자 : 아서 퍼시벌
- 어택형
- 생김새는 엑스칼리버와 유사하지만 성능적으로는 버스트 포인트가 한 개뿐이며 그렇게까지 편중심도 아니고, 락도 제네시스와 비교해서 매우 강한데다가 공격력도 충분히 높아 무한 락 베이 중에 유일하게 실전용 파츠로 자리잡았으나, 형태가 타원형인데다가 어퍼날 부분이 얇은 편이라서 강한 충격을 받으면 스태미너 손실이 심하며, 타원형 형태의 레이어 특성상 뒷심까지 좋지 않다는 단점이 부각되어 도태되었다. 무게는 26.13g. 얼티메이트 리부트 대시는 강화 스프링이 추가되었으며, 얼티메이트 리부트 특유의 높은 스태미너로 GT 시즌에서 실전용 파츠로 자리잡았다. 무게는 8.42g. 빅뱅 제네시스를 구입하면 빅뱅 아머를 구할 수 있는데 그 빅뱅 아머를 프라임 아포칼립스에 장착할 수 있다.
- 진검 어빌리티 : 앤드 블레스터

## 저지먼트 조커 더블오 턴 트릭 참(Jerjimant Jocker Double Zero Turn Trick 斬)
- 사용자 : 루리카와 죠
- 밸런스형
- 조커 진검 칩은 3클릭을 가지고 있으며, 첫 번째 락은 높고 두 번째와 세 번째 락은 보통 수준이다. 초기 출시 당시에는 3개의 락이 달려있다는 것 때문에 기대를 많이 했지만 생각보다 락이 강하지 않았고, 발키리, 스프리건, 디아볼로스, 드래곤2 칩에 밀려 도태되었다. 무게는 3g. 저지먼트 베이스는 양쪽에 역날 러버가 장착되어 있어 무시무시한 버스트력을 보여준다. 출시 전까지 최강 메타베이였던 퍼펙트 피닉스를 손쉽게 버스트시킬 정도이다. 그리고 왼쪽 부분에는 반동을 커버하기 위한 러버로 된 스토퍼가 있어 디스크를 잡아 주는 역할을 하는데, 그 힘이 상당히 세다. 락이 단단한 진검 칩+돌출부가 두꺼운 디스크+대시 드라이버+버스트 스토퍼가 있는 버스트력 높은 베이스까지 합세하면 버스트 내성을 최대로 기를 수 있다. 주의할 점은 베이스의 고무의 걸리는 부분이 닳아서 그냥 매끈한 곡선 모양이 되는 문제가 있어서 예비용으로 사두어야 한다. 베이스의 무게는 약 12g. 트릭 드라이버는 탑블레이드의 사무라이 체인저, 디아블로 네메시스의 XD 버텀처럼 가드 파츠가 회전하면서 축의 모양이 수시로 변한다. 궤도 컨트롤이 매우 까다롭고, 대부분 공격 모드로 유지되는데 속도가 느린 편이며, 스태미너가 좋지 않아 오퍼레이트 드라이버처럼 예능용이니 실전에서는 사용 불가능하다. 무게는 9.93g.
- 진검 어빌리티 : 더 저지먼트

## 드레드 바하무트 세븐 월 오르빗 메탈 환(Dread Bahamut Seven Wall Orbit Metal 幻)
- 사용자 : 블린트 데보이
- 디펜스형
- 바하무트 칩은 아수라 칩처럼 한쪽에 3개, 다른 한쪽에 4개의 락이 있는 좌회전 진검 칩이다. 그러나 아수라 칩에 비해 상대적으로 약한 편이며, 순정 조합에서는 베이스 때문에 락이 있다는 게 느껴지지 않을 정도로 성능이 최악이라 실전 투입이 불가능하다. 무게는 3.06g. 환(幻) 웨이트는 이벤트로 청록색 컬러를 먼저 풀어놨던 웨이트이다. 모든 웨이트 중 유일하게 러버 재질로 되어 있고, 뒷면의 돌출부가 버스트 스토퍼의 역할을 한다. 그러나 무게가 1.14g밖에 안 된다는 치명적인 약점이 존재하며, 개체 차이가 심해 아예 버스트 스토퍼의 기능을 하지 못하는 개체도 존재하고, 대회에서는 무거운 어택 타입이 판을 치기 때문에 도태되었다. 드레드 베이스는 아크 바하무트 레이어의 특징을 계승하여 락이 풀리면 숨겨진 칼날이 튀어나와 형태가 원형으로 바뀌지만 락이 반만 풀려도 기믹이 발동되기 때문에 효율이 더 좋아졌다. 무게는 14.52g으로 무거운 편이지만 레이어가 걸리는 부분이 많아 공기 저항이 심해 스태미너와 뒷심이 좋지 않고 베이스 자체가 락을 무르게 하기 때문에 실전 투입이 불가능하다. 심지어 한술 더떠서 락이풀려도 형태가 원형이아닌 오히려 걸리는 부분만 더 생기고 튀어나온 칼날에 공격받으면 날이 살짝 흔들리기까지 한다고한다. 오르빗 메탈 드라이버는 축이 금속제이다. 무게는 7.88g으로 기존의 오르빗 드라이버보다 1.8g가량 무거워졌으며 방어력과 지구력 또한 크게 상승하여 한때 실전용 파츠로 자리잡았으나, 역회전 시 뒷심이 딸린다는 단점이 부각되어 도태되었다.
- 진검 어빌리티 : 드레드 서클

## 제네시스(Genesis)
- 사용자 : 그윈 로니
- 디펜스형

### 리겔리아 제네시스 하이브리드(Rigelia Genesis)
- 아포칼립스와 마찬가지로 GT 커스터마이즈 세트에서만 구할 수 있으며 아포칼립스 레이어처럼 무한 락을 탑재한 베이이다. 아포칼립스와는 다르게 약점이 두 군데에 있는데다가 형태가 타원형에 가깝고 락이 헐거운 단점이 있는데, 이게 얼마나 심각하냐면 락 모드가 발동되지 않은 상태에서도 약점을 강하게 공격받으면 버스트되기 때문에 버스트 내성이 최악 수준이어서 실전 투입이 불가능하다.[34] 무게는 26.54g. 하이브리드 드라이버는 무한 드라이버처럼 디스크 일체형 드라이버이며, 안에 모터와 여러 센서가 내장되어 있어 배틀 중에 회전력을 회복, 회전 방향으로 가속하여 오랫동안 돌 수 있는 전동 드라이버이다. 무게가 38.46g으로 무거우며, 높이가 퀘스트 드라이버 이상으로 높아 상대의 공격이 레이어에 닿지 않게 할 수 있고, 낮게 깔린 모터와 센서 덕분에 안정성도 매우 뛰어나며, 지구력과 뒷심이 최상급이어서 대회에서 활용되고 있다. 하지만 이그니션 대시 드라이버의 전원을 끄거나 일부러 나가게 해서 준 스테미너형으로 운용하는 희대의 꼼수(...)가 등장하면서 사기성 1위에선 내려오게 되었다. 그러나 자체 스태미너는 하이브리드 드라이버가 조금 더 좋기 때문에 대회에서는 락이 강한 1S 섀시와 조합되어 사용되고 있다.
- 진검 어빌리티 : 리겔리아 빅뱅

### 빅뱅 제네시스 제로 야드 메탈(Big Bang Genesis Yard Metal)
- 무한 락 베이에만 착용 가능한 빅뱅 아머가 탑재되어 있다. 빅뱅 아머는 무한 락 베이의 버스트 포인트를 잠가 버스트 조건을 만족해도 버스트가 나지 않게 해 주는 능력을 가졌다. 다만 양쪽으로 데미지를 받을 경우, 빅뱅 아머가 조금 돌아가면서 버스트 포인트의 잠금을 해제하므로 무한 락 베이들에게 버스트 조건을 하나 더 늘린다고 생각하면 된다. 리바이브 피닉스/데드 피닉스의 아머와는 달리 무한 락의 약점을 상쇄하는 용도로 제작되었기 때문에 어지간하면 분리되지 않지만 간혹 임페리얼 드래곤 얼티메이트 폼, 로드 스프리건 등 공격력이 강한 베이에게 충격을 받으면 아머가 분리되는 경우도 있다. 아머의 무게는 4.19g. 빅뱅 제네시스 본체의 무게는 26.54g으로 리겔리아 제네시스와 같으며, 자체 락은 락 모드에 들어가기 전엔 프라임 아포칼립스와 비슷한 정도고 락 모드에 들어간 후 버스트 될 때의 락은 리겔리아 제네시스<빅뱅 제네시스<프라임 아포칼립스 순으로 강하지만 리겔리아 제네시스의 가장 큰 단점인 락 모드에 들어가지 않아도 약점을 강하게 공격받으면 버스트가 난다는 단점은 사라지지 않았기에 리겔리아 제네시스만큼은 아니지만 버스트에 취약하다. 그래도 기존 리겔리아 제네시스와는 다르게 디펜스형임에도 어택포인트인 큰 칼날이 생겨 공격력이 꽤 강해졌다. 그러나 문제는 빅뱅 아머인데, 버스트를 완벽하게 방지할 수 없는것도 그렇지만 아머가 어퍼각을 덮어 버리는 탓에 공격력이 떨어지며, 그렇다고 해서 공격력과 스태미너가 눈에 띄게 늘지도 않고, 오히려 튀어나온 부분이 걸려 오버 피니쉬에 취약해진다. 더 큰 문제는 런처에 장착할 때 설계 미스로 빅뱅 아머가 런처에 꽉 끼어서 쓸린다는 것으로, 이는 슛팅 시 런처 안쪽 기어에 심한 기스를 내거나 닳게 하고 슈팅할 때 걸려서 슛 미스가 많이 발생하게 하는 원인이 된다. 게다가 빅뱅 아머도 금색으로 도색된 부분이 쓸리게 된다. 결국 빅뱅 아머는 오히려 성능만 떨어트려서 실전에서 쓸 경우 리스크가 너무 많기 때문에 사실상 쓸모없는 취급을 받고 있고, 무게가 8.97g으로 무거운 야드 메탈 드라이버 또한 야드 드라이버의 단점을 그대로 갖고 있을 뿐 아니라 계속 사용하면 녹이 스는 단점까지 더해졌기 때문에 실전 투입이 힘들다. 총평은 제로 디스크를 빼고는 건질 만한 파츠가 없으며, 이마저도 제로 디스크보다 무거운 더블오 디스크, GT 디스크, 휠 디스크, 더블 섀시, DB 디스크의 등장으로 채용률은 거의 없다고 해도 무방해서 선수들은 이 베이를 크게 노리지 않으며, 명색이 최종 보스의 베이임에도 유일하게 모든 신규 파츠가 전부 도태된 비운의 베이이다.
- 진검 어빌리티 : 아머드 무한 록

## 하이페리온(Hyperion)
- 사용자 : 아사히 휴우가
- 어택형

### 슈퍼 하이페리온 익시드 원 어택(Super Hyperion Exid Own Attack)
- 하이페리온 칩의 무게는 3.21g. 슈퍼 링은 어퍼 날이 츠바이 롱기누스의 반대 방향으로 되어 있어 공격 반동을 최대한 줄인 형태로 되어 있다. 그러나 무게는 6.46g으로 가벼운 편이라 브레이브 발키리가 출시되면서 잘 쓰이지 않는다. 1A(원 어택) 섀시는 우회전 전용 어택형 섀시이자 디스크 일체형인 더블 섀시로, 무게는 46.34g으로, 현재까지 나온 더블 섀시들 중 두 번째로 무겁다. 락은 표준형의 4클릭이고 슈퍼 링과 궁합이 좋다. 이 섀시를 비롯한 더블 섀시들은 베이의 버스트 내성을 높이는 효과가 있지만 싱글 섀시에 비해 락이 약한 편이고, 전동 드라이버를 장착할 수 없으며, 지나치게 지름이 커서 뒷심이 좋지 않으니 주의. 익시드 드라이버는 익스트림 드라이버처럼 축이 러버로 되어 있고, 축 끝 주위는 디스트로이 드라이버처럼 프리회전하는 가드 파츠가 장착되어 있어 매우 높은 속도를 보이며, 대회에서는 레이지 링, 2B 섀시와 함께 쓰인다. 무게는 6.1g.
- 슈퍼킹 어빌리티 : 슈퍼 스트라이크

### 하이페리온 번 초 익시드 대시(Hyperion Burn 超 Exid Dash)
- 하이페리온 칩은 메탈 칩 코어가 장착되어 있고, 칩 자체에도 메탈 파츠가 있어 엄청난 무게를 자랑한다. 무게는 칩 코어까지 합쳐서 5.78g. 번 링은 리미트 브레이크 기믹이 탑재되었는데, 이는 링, 섀시 일체형 링이며, 리미트 브레이크 링 전용 한자 디스크만 장착할 수 있다. 기믹은 락이 풀리면 숨겨진 칼날이 튀어나오며 공격력이 강화된다. 비트 쿠쿨칸의 트리거 어택의 기믹이 계승되었으며 무게는 24.48g. 하지만 레전드 스프리건, 슬래시 베이스만큼 공격 반동이 매우 심한 데다가 파손 위험까지 있기에 실전 투입이 불가능하다. 리미트 브레이크 링 전용 한자 디스크인 초 디스크는 편중심으로 베이의 움직임을 증가시키고 편중심을 일으키는 공간으로 카운터 공격이 가능한 디스크다. 화살표 모양이 있는데 좌회전이면 L부터 우회전하면 R부터 볼 때 화살표가 1, 2, 3번째 칸에 있다. 무게는 31.48g으로, 휠 디스크를 뛰어넘었다. 편중심이라서 도태될 것으로 예상되었으나 볼케이노 링과 함께 조합해 무게중심을 맞추는데 사용되고 있다. 기존 익시드 드라이버에서 강화 스프링을 내장한 익시드 대시 드라이버는 기존 익시드 드라이버의 빠른 속도를 이용한 공격형 조합으로 쓰인다. 다만 개체차가 심해서 축 끝 혹은 결합부가 파손되는 경우가 잦다. 익시드, 존 드라이버에 추가로 장착하는 파츠 익시드(+X)는 프리회전 가드 파츠의 중량을 늘리고 고정함으로써, 공격에 특화된 성능으로 변화시킬 수 있다. 익시드 대시+익시드 드라이버의 무게는 10.47g으로 무겁지만 컨트롤 난이도가 극악이고 업소브 드라이버만큼이나 폭주하는데다가 스태미너까지 극악이다. 결국 추가 파츠가 제 역할을 하지 못하여 도태되었다.
- 슈퍼킹 어빌리티 : 리미트 브레이트 번

## 헬리오스(Helios)
- 사용자 : 아사히 히카루
- 밸런스형

### 킹 헬리오스 존 원 밸런스(King Helios Zone Own Balance)
- 헬리오스 칩의 무게는 3.25g. 킹 링은 헬 샐러맨더, 이레이즈 디아볼로스처럼 두꺼운 칼날 5장이 어택 포인트이다. 그러나 이레이즈 베이스처럼 반동이 심하고, 칼날이 걸려 락이 풀릴 수 있는 단점이 있어 실전 투입 불가. 무게는 6.04g. 여담으로 킹 링을 180도 뒤집고, 우회전 칩을 끼우면 우회전 베이가 된다. 1B(원 밸런스) 섀시는 양회전 밸런스형 섀시이자 더블 섀시로, 킹 링과 조합하면 헬 샐러맨더처럼 칼날을 5장, 10장으로 변경할 수 있게 된다. 10날 모드로 플레이하면 어택 모드에 비해 방어력이 강해지고, 5날 모드로 플레이하면 킹 링의 큰 어퍼각 때문에 공격력이 상승한다. 단점은 무게가 43.39g으로 1A 섀시보다 가벼우며, 섀시 자체의 공격력이 상대적으로 떨어지고 뒷심도 좋지 않아 도태되었다. 존 드라이버는 뾰족한 축 주위에 익시드 드라이버와 같은 형태의 프리회전 가드 파츠가 탑재된 드라이버로, 경기장 중앙에서는 안정된 움직임을, 경기장 외곽에서는 맹렬한 움직임을 보인다. 실제로 세게 슛을 하면 경기장 외곽을 질주하는 모습을 보인다. 각성된 볼카닉 드라이버만큼의 뒷심을 보여줄 상위 티어 파츠가 될 것으로 기대되었으나, 실제로는 동회전, 역회전 모두 애매한 모습을 보여 실전에 투입이 불가능하다. 무게는 5.96g.
- 슈퍼킹 어빌리티 : 킹 스트라이크

### 헬리오스 볼케이노 왕 존 대시(Helios Volcano 王 Zone Dash)
- 헬리오스 칩은 메탈 칩 코어가 장착되어 있고, 칩 자체에도 메탈파츠가 있어 상당한 무게를 자랑한다. 무게는 칩 코어까지 합쳐서 5.49g.볼케이노 링은 락이 풀리면 5개의 칼날에서 상단 칼날이 180도 회전해 10개로 늘어 방어력이 상승하고, 바운드 기믹이 가능하도록 변한다. 공격력이 높다가 후반에 방어력이 상승한다는 점에서 쉘터 레굴루스, 락이 풀리며 방어력이 상승한다는 점에서 바하무트의 기믹이 계승되었다. 다만 무게가 21.29g으로 섀시 일체형임을 감안하면 특출나게 무겁지 않고, 내부의 스프링으로 인해 무게중심이 어긋나는 문제가 있다. 그러나 네이키드 베이스의 안정적인 형태를 계승하여 방어력이 매우 높고, 어긋난 무게중심을 초 디스크를 이용하여 무게중심을 맞출 수 있기 때문에 DB 시즌 전까지 실전에 투입되었다.왕 디스크는 원형으로 외중심 밸런스가 좋고, 원심력이 좋은 한계돌파 레이어 전용 디스크다. 화살표 모양이 있는데 좌회전이면 L부터, 우회전하면 R부터 볼 때 화살표가 1, 2, 3번째 칸에 있다. 밸런스가 좋은 편이라 실전에 투입이 될 것으로 예상되었으나, 무게가 30.08g으로 초 디스크보다 가볍고, 볼케이노 링과 궁합이 좋지 않아서 도태되었다. 익시드, 존 드라이버 추가 파츠 존(+Z)은 가드 파츠에 장착하여 중량을 높이는 것으로 지구력과 방어력을 높일 수 있다. 존 대시+존 드라이버의 무게는 8.84g. 기존 존 드라이버의 단점이었던 애매한 뒷심이 보완되어 고평가를 받고 있다.
- 슈퍼킹 어빌리티 : 리미트 브레이크 볼케이노

## 루시퍼(Lucifer)
- 사용자 : 렌 발할라
- 디펜스형

### 바리언트 루시퍼 투 디펜스 뫼비우스(Variant Lucifer Two Defence Mobius)
- 루시퍼 칩은 칩 코어와 일체형이며, 메탈이 장착되어 무게가 다른 칩보다 무겁다. 무려 5.64g으로, 모든 슈퍼킹 칩 중 솔로몬 칩에 이어서 두 번째로 무겁다. 바리언트 링은 해저드 케르베우스처럼 지나치게 울퉁불퉁한 형태로 인해 걸리는 부분이 많고 공기 저항이 심하며, 무게가 5.84g으로 매우 가볍고 무게 배분도 제대로 되어 있지 않아 실전 투입이 불가능하다. 2D 섀시는 양회전 디펜스형 더블 섀시로, 슛을 하면 레이어에 배리어가 펼쳐지며 상대 베이의 접근을 방해한다고 한다. 락은 아수라 칩과 같은 형태의 7클릭이지만 더 단단한데다가 더블 섀시라서 버스트 내성이 높다. 출시 전부터 스태미너 손실과 더불어 파손 위험 등의 문제를 우려하는 반응이 대부분이었지만, 다행히도 러버 파츠여서 생각보다 파손율이 낮다. 그러나 스태미너 손실은 방지하지 못하고, 지름이 지나치게 넓어서 뒷심까지 최악이라 실전용으로는 힘든 파츠라는 평을 받았으나, 각성되었을 때 어비스&월드 링, 뫼비우스 드라이버와 궁합이 좋아진다는 장점이 발견되어 재평가받고 있으며 채용 빈도가 크게 올라갔다. 무게는 47.19g으로 더블 섀시들 중 가장 무겁다. 다만 고무 날이 없어지면 44.67g으로 줄어든다. 뫼비우스 드라이버는 베어링 드라이버처럼 POM 소재의 축이 프리회전한다. 레이어의 성능에 대한 혹평과는 별개로 드라이버는 스태미너가 상당하다는 장점 때문에 기대만큼 호평을 받고 있다. 베어링 드라이버처럼 밸런스 패치를 위해 스프링 강도가 약할 것이라는 우려가 있었으나, 다행히도 일반적인 은색 스프링이다. 그러나 은색 스프링임에는 다 이유가 있듯이, 한번 기울어지면 갑자기 폭주하며 스태미너가 바로 떨어져서 동회전 스태미너 배틀에선 불리한 편이다. 그러나 바닥을 긁을 시의 스태미너 소모는 축이 마모되면 개선되며, 베어링이 금지된 현재 익스텐드 플러스 드라이버를 역회전에서 카운터시킬 수 있는 유일한 드라이버인 만큼 대회 채용빈도가 매우 높다. 상위호환 드라이버인 드리프트 드라이버가 출시되었지만, 드리프트 드라이버는 순수 스태미너형에 가깝고, 뫼비우스 드라이버는 어택형의 성능도 어느 정도 있어서[42] 묻히지는 않았다. 무게는 7.69g.
- 슈퍼킹 어빌리티 : 바리언트 월

### 루시퍼 디 엔드 황 드리프트(Lucifer The End 皇 Drift)
- 루시퍼 칩은 세로형에서 가로형 칩으로 바뀌었고, 기존 칩과 마찬가지로 칩 코어 일체형이며 메탈파츠가 있다. 또한 칩 뒷면에 러버파츠가 장착되어 있어 드라이버를 눌러 드라이버와 락 사이의 마찰을 늘리는 방식의 버스트 스토퍼의 역할을 해줄 것으로 보인다. 하지만 계속 사용하다 보면 러버 부분이 마모가 되면서 의미가 없어지기에 소모품인 셈이다. 무게는 6.34g으로 일반 칩 코어를 장착한 솔로몬보다 살짝 더 무겁다. 그러나 이 칩을 끼운 베이는 균형이 맞지 않게 되어 범용성 면에서는 솔로몬 칩, 구형 루시퍼 칩에 비해 떨어지는 편이다. 디 엔드 링은 평소엔 충격을 흡수하는 댐퍼날 3개와 2단으로 되어있는 카운터날 3개가 상대 공격을 되받아치며 스토퍼가 풀릴 경우 서로 겹쳐 있던 링이 분리되면서 독립적으로 회전하도록 되어 있다. 무게는 25.55g. 리미트 브레이크 베이들이 다 그렇듯 동회전에 취약한데, 헬리오스 볼케이노가 좌회전이어서 메리트가 있는 반면에 이쪽은 우회전이기 때문에 적수가 너무 많다. 더 큰 문제는, 디스크가 이전 베이들보다 아래쪽에 있어서 가드파츠로 커버해줄 드라이버가 필요한데 그 조건을 갖추고 있는 드라이버가 별로 없다는 것. 그나마 단점을 커버해줄 프리회전 기믹도 어느 정도 탱킹이 필요하며, 공기저항까지 심하기 때문에 도태되었다. 황 디스크는 이전의 초 디스크, 왕 디스크와 같은 한계돌파 레이어 전용 디스크로, 락이 3번 풀려야 한계돌파가 이루어진다. 무게는 한계돌파 레이어용 디스크 중 초경량인 27.48g이며 형태도 좋지 않아서 도태되었다. 여담으로 등장 작품이 슈퍼킹인 만큼 황제할때의 '황' 한자를 사용했다. 드리프트 드라이버는 유니버스, 뫼비우스 드라이버처럼 프리회전하는 축을 가지고 있다. 성능은 뫼비우스 드라이버의 상위호환으로 추가파츠를 장착한 존 대시 드라이버에게 밀리지 않는 스태미너와 뒷심을 보유했기에 뫼비우스 드라이버처럼 역회전 실전용에 적합하며, 가드 파츠가 중심이 무너지지 않게 잡아주기 때문에 2B 섀시와 궁합이 좋다. 무게는 10g으로 꽤 무거운 편.
- 슈퍼킹 어빌리티 : 리미트 브레이크 디 엔드

## 벨리알(Belial)
- 사용자 : 다이코쿠텐 벨
- 어택형

### 다이너마이트 벨리알 넥서스 벤처 투(Dinamite Belial Nexus Venture Two)
- 벨리알 코어는 위닝 발키리와 비슷한 3개의 강한 락을 지녔다. 코어의 외각 부분이 메탈 파츠일 것이라는 추측이 많았으나, 금색으로 도색된 플라스틱이다. 무게는 6.99g. 다이너마이트 블레이드는 3개의 어퍼 윙으로 상대방을 공격하는 블레이드. 얼핏 보면 진검 시리즈의 슬래시 베이스와 비슷하게 생겼지만 자체 락이 매우 강하고, 공격력도 눈에 띄게 높아 평가는 좋은 편. 하지만 내구성이 좋지 못해서 날 끝이 금방 뭉개질 수 있다. 블레이드의 무게는 5.41g이다. 투 아머는 이름 그대로 상하의 두 개의 삼각형 부분이 돌출되어 있으며, 전체적으로 육각형의 형태를 띈 아머다. 무게는 13.58g. 넥서스 디스크는 위 아래에 있는 각 4개의 칼날이 공격하는 디스크로, 약 31.27g정도로 휠보다도 무거우나 같은 시기에 발매된 기가 디스크보다 가벼워서 현재로는 수요가 없다. 벤처 드라이버는 작은 플랫 형태 축ㅅ을 가진 공격형 드라이버이며, 프릭션 드라이버처럼 축 주위가 러버로 둘러싸여있어 기울졌을 때 움직임을 가속시킨다. 다만 회전력이 떨어져 멈춰갈 때 고무가 바닥에 닿으면 마찰력에 의해 회전이 순식간에 멈추고, 톱니 모양 축도 도움이 안 되기 때문에 뒷심이 안 좋다. 드라이버의 무게는 7.83g.
- DB 어빌리티 : 다이너마이트 에볼루션

### 데인저러스 벨리알 올마이트 투(Dangerous Belial Allmight Two)
- 벨리알2 코어는 새로운 시스템인 오버드라이브를 탑재했으며, 초Z 각성처럼 강한 슛을 날렸을 때 코어에 내장된 버스트 록이 나오면서 버스트를 방지하는 능력이다. 벨리알2 코어의 버스트 록은 갈고리 모양으로 되어있어 초Z 각성의 삼각형 스토퍼 이상의 버스트 내성을 보여주기에, 반동을 심하게 받는 블레이드의 약점을 보완할 수 있다. 다만 버스트 록을 제외한 나머지 락은 별로 좋지 못한 편. 전개된 버스트 록은 디스크를 분리시킬 때 힘을 가해서 해제시키면 된다. 무게는 8.02g. 데인져러스 블레이드는 공격적인 어퍼 윙 형태이며, 단단한 러버날을 탑재했다. 브레이브 링과 세이비어 블레이드처럼 메인 어택포인트의 안이 고무로 채워져 있어 충돌시 탄성을 이용해 더 강한 충격을 입히는 형태이다. 다이너마이트, 데빌 블레이드와 마찬가지로 F기어와 L기어를 장착할 수 있다. 무게는 10g으로 F기어, L기어 장착을 고려하여 가볍게 만들어진 듯 하나, F기어만 장착해도 15g이 되고, L기어까지 착용하면 길티 블레이드와 동등한 무게가 된다. 다만 종합적으로는 다이너마이트 블레이드에 비교하면 좋지 못하다는 평이 나온다. 이유는 공격적인 형태임에도 위력이 비교적 떨어지기 때문에 채용 우선순위에서 밀리는 점과 F기어와의 궁합이 좋지 못해 사용 환경이 제한되는 것 때문. 올마이트 드라이버는 디스크 일체형 드라이버다. 기본적으로 공회전하는 좁은 공격형 POM 축이 탑재되어있으며, 강하게 슈팅 시 오버드라이브 시스템이 작동해 고정된 넓은 공격형 POM 축으로 변화한다. 또한 디스크의 역할을 하는 무게추 파츠는 과거 스팅 디스크처럼 바운드 어택이 가능하며, 무게로 인해 충돌시 스태미나 손실을 줄이는 댐퍼의 역할도 수행한다. 그리고 무게추를 뒤집는 것으로 드라이버도 하이 모드와 로우 모드를 변환할 수 있으며, 하이 모드로 장착했을 시 레이어의 로우 모드는 사용할 수 없지만 기존의 하이 모드와 다르게 레이어와 디스크 사이의 공간이 사라진다. S기어와 V기어를 장착할 수 있다. 무게는 37.95g.
- DB 어빌리티 : 데인저러스 다이브            === 디바인 벨리알 넥서스 어드벤쳐 쓰리 ===       코어는 데인져러스 벨리알의 사용된 코어의 빨간색 버전 이고,아머는 베니쉬 파브닐이 사용한 3아머, 디스크는 S기어를 장착하기 위해 넥서스 디스크,  드라이버는 벤쳐를 업그레이드 한 어드벤쳐 드라이버디. 블레이드는 3개의 공격날 금색의 보조날이 있으며 공격날에는 아스트랄(쓰는 중임)

## 그레이티스트 라파엘 오버 하이 익스텐드플러스 대시(Gratist Raphael Over High Extend +Dash)
- 그레이티스트 라파엘은 아머, DB 코어, 블레이드가 일체화된 레이어이며, 데인저러스 벨리알처럼 오버 드라이브 시스템을 탑재했다. 회전력이 떨어졌을 때 아머가 느린 속도로 서서히 상승하여 내장된 메탈 파츠가 외중심에서 내중심 쪽으로 이동하면서 스태미너를 올리고, 양 측의 버스트 록이 전개된다. 동시에 레이어는 아머가 올라가면서 어택 모드에서 완벽한 원 형태의 디펜스 모드로 바뀐다. 아머의 노란 부분이 가까워지면서 천사의 광배를 표현하는 컨셉도 가지고 있다. 일체형 특수 레이어라는 특성 때문에 DB 시스템의 로우, 하이 모드 변형을 할 수 없어 무인~슈퍼킹 세대의 레이어와 똑같이 레이어와 디스크 사이에 유격이 발생한다. 무게는 30.6g으로, 일체형 레이어임을 감안해도 가벼운 편에 속한다. 처음 정보가 유출되었을 때는 아머가 순식간에 올라가는 기믹으로 추측되었기 때문에 작중에서 발키리가 샷 드라이버로 뛰어올랐을 때 이 기믹으로 잡아채는 장면이 나오는 걸 기대하는 사람도 있었다. 그리고 기믹이 발동된 레이어가 덫의 형태에 가까운 상당히 괴악한 모습이라, 불호가 심한 쪽에서는 미술용 물통 손잡이 같다는 반응도 나오고 있다. 유출 영상에서는 버스트 락 고정부가 파손되는 장면이 나와 내구도에도 불안요소가 생겼다. 이질적인 기믹 때문에 예능용 레이어로만 남을 것이라는 예상과는 달리 준수한 성능을 보여주고 있다. 변형 후 형태가 좋기 때문인지 역회전 베이를 상대로 강한 모습을 보여주며, 동회전은 약해서 프로미넌스 블레이드처럼 역회전 저격에만 쓰인다. 버스트 록은 휠 디스크와 궁합이 좋다. 디스크는 아스트랄 스프리건 개조 세트에 수록되었던 오버 디스크가 재탕되었다. 묵직한 중량과 걸리는 곳 없는 형태로 기울어질 시 바닥에 끌리는 것을 제외하면 단점이 거의 없다. 다만 쓸릴시 일어서기가 매우 힘들어 적당히 기울여 쏘지 않을시엔 불상사가 벌어질수 있다. 현존하는 드라이버 중 사용률, 성능 모두 손에 꼽을 수 있는 수준의 익스탠드 플러스의 하이 대시 버전으로 수록되었다. 익스텐드 드라이버 전용 가드파츠인 익스텐드칩이 장착되어 있으며, 익스텐드 칩을 익시드/존 칩처럼 하나의 파츠로 취급하기 때문에 다른 대시, 메탈 드라이버와 달리 대회에서 일반 익스텐드 플러스 드라이버와 같이 사용하는 건 불가능하다. 참고로 현존 제일 긴 코드명을 지닌 드라이버다. 일반 익스텐드 플러스 드라이버와는 달리 지나치게 높은 높이가 독이 되어 바닥에 쉽게 쓸려서 사용 환경은 좁은 편이며, 그나마 아스트랄 스프리건과 궁합이 좋은 편이다.
- DB 어빌리티 : 그레이티스트 로드

== 마그마 이프리트 시퀙스 재기 웨이브 그래비티(Magma Ifrit Ciquex Jaggy Wave Gravity) == 사용자:이리야 마요
- 작중에서 보여진 본 베이는 특이하게도 다이너마이트 배틀 시스템이랑 비슷한, 해즈브로의 시즌 7 모델로서 구현되어 있으며, 드라이버 역시 마찬가지로 드라이버에 파츠를 장착해 움직임을 변화시키는 해즈브로의 쿼드 드라이브(Quad Drive)시스템을 사용한다. 이프리트 I7 드라이브 칩의 무게는 4.5g으로 굉장히 가벼운 편에 속한다. 마그마 블레이드는 밸런스형으로 무게는 6.16g. 이프리트의 아머는 플라스틱이라 1.66g(...). 시퀙스 디스크의 무게는 25.34g. 재기-Q의 무게는 5.48g, 웨이브 아머 팁의 무게는 2.78g, 총합 8.26g이다. 다이너마이트 배틀 시스템 베이 중 타카라토미 측에서 유일하게 정보를 풀지 않았었고, 마그마 이프리트의 모습은 해즈브로 측 제품에서 먼저 확인되었다.
- DB 어빌리티

## 로어 바하무트 기가 모멘트 텐(Roar Bahamut Giga Moment Ten)
사용자:스이류 바사라
디펜스형
- 바하무트 코어는 두번째 좌회전 코어이며 락이 없고 대신 코어 뒷면에 환 웨이트, 루시퍼 칩과 같은 러버파츠가 장착되어 있어 버스트 스토퍼 역할을 한다. 개체 차이가 그리 심하진 않고, 스토퍼 역할도 매우 효과적이다. 무게는 7.81g. 로어 블레이드는 두번째 좌회전 블레이드로 드레드 베이스처럼 락이 풀리면 숨겨진 칼날이 튀어나와 레이어의 형태가 원형으로 바뀌고 하이 모드일 때는 원심력으로 인해 락이 풀리지 않아도 원 형태를 띄는 기믹을 가졌다. 무게는 12.08g. 텐 아머는 이름 그대로 10곳으로 무게가 분포되어 있다. 무게는 13.35g. 디스크의 경우, 사이클론 라그나로크에 사용되었던 기가 디스크를 채용했다. 모멘트 드라이버는 반 구체형의 축과 기울기에 따라 각도를 바꾸면서 프리회전하는 가드 링이 있는 드라이버이다. 가드 드라이버와 오르빗 드라이버를 적절히 합쳐놓은 형태이며, 반 구체형 축은 볼카닉 드라이버의 축처럼 프리회전한다. 오버 피니쉬 내성은 높지만 가드 파츠로 인한 스태미너 손실이 빈번히 일어나서 도태되었다. 무게는 7.2g.
- DB 어빌리티 : 모멘트 크래시

## 기록
- 가장 오랫동안 등장한 베이는 브레이브 발키리(5기 1화~6기 12화)
- 파괴된 베이는 이 베이들이다.[1]
  - 스톰 스프리건(1기 49화)-코무라사키 와키야[2]
  - 빅토리 발키리(2기 1화)-시스코 칼라일[3]
  - 맥시멈 가루다(2기 28화)-레드 아이
  - 갓 발키리(2기 45화)-레드 아이
  - 트윈 네메시스(2기 47화)-레드 아이
  - 나이트메어 롱기누스(2기 49화)-레드 아이
  - 바이스 레오파드(3기 24화)-파이
  - 위닝 발키리(3기 29화)-아카바 아이가
  - 제트 아킬레스(3기 37화)-파이
  - 데드 하데스(3기 41화)-파이
  - 가이스트 파브닐(3기 43화)-파이
  - 초제트 스프리건(3기 47화)-파이
  - 에이스 드래곤(4기 30화)-아서 퍼시벌
  - 이레이즈 디아볼로스(4기 34화)-아서 퍼시벌
  - 글라이드 라그나로크 란지로 Ver.(5기 20화)-렌 발할라
  - 슈퍼 하이페리온/킹 헬리오스(5기 30화)-렌 발할라
  - 다이너마이트 벨리알(6기 28화)-라샤드 굿맨
  - 세이비어 발키리(6기 38화)-라샤드 굿맨
- 무패 전설을 세운 베이는 이 베이들이다.
  - 로스트 롱기누스
  - 리겔리아 제네시스
  - 슬래시 발키리
- 작중 베이를 교체한 사례는 다음과 같다.
  - 빅토리 발키리 -> 갓 발키리 -> 스트라이크 갓 발키리
  - 레전드 스프리건 -> 스프리건 레퀴엠
  - 제트 아킬레스 -> 초제트 아킬레스
  - 리바이브 피닉스 -> 데드 피닉스
  - 위닝 발키리 -> 초제트 발키리
  - 에이스/그랜드/록 드래곤 -> 임페리얼 드래곤
  - 베놈/이레이즈 디아볼로스 -> 마스터 디아볼로스
  - 리겔리아 제네시스 -> 빅뱅 제네시스
  - 슈퍼 하이페리온 -> 하이페리온 번
  - 킹 헬리오스 -> 헬리오스 볼케이노
  - 바리언트 루시퍼 -> 루시퍼 디 엔드
  - 다이너마이트 벨리알 -> 데인저러스 벨리알
  - 브레이브 발키리 -> 세이비어 발키리 -> 얼티메이트 발키리
  - 세이비어 발키리 -> 그레이티스트 라파엘
  - 데스 솔로몬 -> 로어 바하무트
- 레이어
  - 일반
    - 빅토리 발키리
    - 스톰 스프리건
    - 라이징 라그나로크
    - 카이저 케르베우스
    - 와일드 와이번
    - 제노 엑스칼리버
    - 질리온 제우스
    - 로스트 롱기누스
    - 홀리 호루스드
    - 오벨리스크 오딘
    - 예거 위그드라실
    - 언록 유니콘
    - 노바 넵튠
    - 쿼드 케찰콰틀
    - 비스트 베히모스
    - 기간트 가이아
    - 제일 요르문간드
    - 애시드 아누비스
    - 갓 발키리
    - 스트라이크 갓 발키리
    - 크라이스 사탄
    - 블레이즈 라그나로크
    - 드레인 파브닐
    - 토네이도 와이번
    - 가디언 케르베우스
    - 알타 크로노스
    - 킬러 데스사이저
    - 레전드 스프리건
    - 맥시멈 가루다
    - 블라스트 지니어스
    - 갤럭시 제우스
    - 지크 엑스칼리버
    - 쉘터 레굴루스
    - 나이트메어 롱기누스
    - 딥 카오스
    - 아크 바하무트
    - 스프리건 레퀴엠
    - 비트 쿠쿨칸
    - 트윈 네메시스
    - 스크류 트라이던트
    - 위닝 발키리
    - 제트 아킬레스
    - 엠퍼러 포르네우스
    - 블러디 롱기누스
    - 크래시 라그나로크
    - 헬 샐러맨더
    - 아처 헤라클레스
    - 리바이브 피닉스
    - 바이스 레오파드
    - 버스터 엑스칼리버
    - 해저드 케르베우스
    - 가이스트 파브닐
    - 라이트 이클립스
    - 래프트 이클립스
    - 데드 하데스
    - 오브 이지스
    - 초제트 발키리
    - 초제트 스프리건
    - 초제트 아킬레스
    - 에어 나이트
    - 데드 피닉스
    - 프라임 아포칼립스
    - 리겔리아 제네시스
    - 빅뱅 제네시스
    - 그레이티스 라파엘

  - GT 칩
    - 드래곤
    - 발키리
    - 아수라
    - 파브닐
    - 디아볼로스
    - 조커
    - 바하무트
    - 롱기누스
    - 페가수스
    - 아킬레스
    - 드래곤-2
    - 디아볼로스-2

  - 웨이트
    - 참
      - 에이스/그랜드/록 드래곤
      - 저지먼트 조커

    - 렬
      - 슬래시 발키리
      - 유니온 아킬레스

    - 천
      - 무신 아수라

    - 섬
      - 위저드 파브닐
      - 헤븐 페가수스

    - 멸
      - 츠바이 롱기누스

    - 환
      - 드레드 바하무트

    - 칩과 일체형
      - 베놈/이레이즈 디아볼로스

    - 베이스와 일체형
      - 임페리얼 드래곤
      - 마스터 디아볼로스

  - 베이스
    - 에이스
    - 그랜드
    - 록
    - 슬래시
    - 무신
    - 베놈
    - 이레이즈
    - 위저드
    - 저지먼트
    - 드레드
    - 츠바이
    - 헤븐
    - 유니온
    - 임페리얼
    - 마스터

  - 강화파츠
    - 유니온 소드
    - 빅뱅 아머
    - 인피니트 소드
    - 인피니트 쉴드

  - 슈퍼킹 칩
    - 하이페리온
    - 헬리오스
    - 라그나로크
    - 발키리
    - 사탄
    - 파브닐
    - 롱기누스
    - 드래곤
    - 루시퍼
    - 스프리건
    - 아킬레스
    - 하이페리온-2
    - 헬리오스-2
    - 루시퍼-2
    - 와이번

  - 링
    - 슈퍼
    - 킹
    - 글라이드
    - 브레이브
    - 커스
    - 미라지
    - 레이지
    - 템페스트
    - 바리언트
    - 월드
    - 인피니트
    - 번
    - 볼케이노
    - 디 엔드
    - 제트

  - 섀시
    - 원 어택
      - 슈퍼 하이페리온
      - 템페스트 드래곤

    - 원 밸런스
      - 킹 헬리오스
      - 인피니트 아킬레스

    - 원 스태미너
      - 글라이드 라그나로크
      - 어비스 디아볼로스

    - 투 어택
      - 브레이브 발키리

    - 원 디펜스
      - 커스 사탄
      - 데스 디아볼로스

    - 투 스태미너
      - 미라지 파브닐

    - 투 밸런스
      - 월드 스프리건

    - 쓰리 어택
      - 레이지 롱기누스

    - 투 디펜스
      - 바리언트 루시퍼

  - DB 코어
    - 벨리알
    - 라그나로크
    - 발키리
    - 파브닐
    - 스프리건
    - 바하무트
    - 롱기누스
    - 이프리트
    - 피닉스
    - 벨리알2
    - 발키리2

  - 블레이드
    - 다이너마이트
    - 사이클론
    - 배니시
    - 로어
    - 세이비어
    - 아스트랄
    - 길티
    - 마그마
    - 프로미넌스
    - 데인저러스
    - 얼티메이트

  - 아머
    - 투
      - 다이너마이트 벨리알
      - 데인저러스 벨리알
      - 길티 롱기누스

    - 식스
      - 사이클론 라그나로크

    - 쓰리
      - 배니시 파브닐

    - 세븐
      - 세이비어 발키리

    - 나인
      - 얼티메이트 발키리

    - 텐
      - 로어 바하무트
      - 프로미넌스 피닉스

    - 제로
      - 아스트랄 스프리건
- 디스크
  - 암드
    - 와이번

  - 어라운드
    - 제트 와이번

  - 부스트
    - 빅토리 발키리

  - 블리츠
    - 슬래시 발키리, 로드 스프리건

  - 센트럴
    - 케르베우스

  - 컨버트
    - 유니온 아킬레스

  - 다운
    - 언락 유니콘

  - 드레이크
    - 츠바이 롱기누스

  - 더블오
    - 초제트 아킬레스
    - 저지먼트 조커

  - 에이트
    - 드레인 파브닐
    - 스크류 트라이던트
    - 맥시멈 가루다

  - 에이트 대시
    - 가이스트 파브닐

  - 일레븐
    - 제트 아킬레스
    - 크래시 라그나로크
    - 데드 하데스

  - 포스
    - 엑스칼리버
    - 다크 데스사이저

  - 포
    - 블레이즈 라그나로크
    - 토네이도 와이번
    - 갤럭시 제우스
    - 딥 카오스

  - 파이브
    - 블라스트 지니어스
    - 쉘터 레굴루스

  - 그래비티
    - 라이징 라그나로크
    - 예거 위그드라실

  - 허리케인
    - 무신 아수라
    - 커스 사탄

  - 인피니티
    - 질리온 제우스
    - 제일 요르문간드

  - 저크
    - 쿼드 케찰콰틀

  - 너클
    - 스톰 스프리건

  - 리미티드
    - 카이저 케르베우스

  - 매그넘
    - 제노 엑스칼리버

  - 나인
    - 로스트 롱기누스

  - 오벌
    - 데스사이저

  - 원
    - 지크 엑스칼리버

  - 원 대시
    - 버스터 엑스칼리버

  - 폴리시
  - 쿼터
    - 기간트 가이아

  - 링
    - 위그드라실
    - 유니콘

  - 래칫
    - 위저드 파브닐

  - 스프레드
    - 스프리건

  - 식스
    - 갓 발키리
    - 스트라이크 갓 발키리
    - 알타 크로노스

  - 세븐
    - 레전드 스프리건
    - 비트 쿠쿨칸
    - 해저드 케르베우스
    - 드레드 바하무트

  - 스팅
    - 에이스/그랜드/록 드래곤

  - 트리플
    - 오벨리스크 오딘

  - 투
    - 킬러 데스사이저
    - 아크 바하무트
    - 크라이스 사탄

  - 쓰리
    - 트윈 네메시스

  - 텐
    - 리바이브 피닉스
    - 헤븐 페가수스

  - 트웰브
    - 위닝 발키리
    - 헬 샐러맨더
    - 에어 나이트

  - 서틴
    - 블러디 롱기누스
    - 아처 헤라클레스

  - 어퍼
    - 홀리 호루스드

  - 버티컬
    - 와일드 와이번
    - 노바 넵튠

  - 뱅가드
    - 베놈/이레이즈 디아볼로스

  - 윙
    - 발키리

  - 휠
    - 글라이드 라그나로크

  - 옐
    - 애시드 아누비스

  - 제니스
    - 초제트 발키리

  - 제로
    - 스프리건 레퀴엠
    - 초제트 스프리건
    - 엠퍼러 포르네우스
    - 데드 피닉스
    - 프라임 아포칼립스

  - 초
    - 하이페리온 번

  - 왕
    - 헬리오스 볼케이노

  - 황
    - 루시퍼 디 엔드
- 드라이버[4]
  - 엑셀 : 발키리, 데스사이저
  - 퓨전 : 스프리건, 기간트 가이아
  - 서바이브 : 라그나로크
  - 디펜스 : 케르베우스
  - 매시브 : 와이번
  - 익스트림 : 엑스칼리버, 오벨리스크 오딘
  - 블로우 : 오딘
  - 제퍼 : 넵튠
  - 자이로 : 이그드라실
  - 배리어블 : 빅토리 발키리
  - 유나이트 : 스톰 스프리건
  - 리볼브 : 라이징 라그나로크, 글라이드 라그나로크
  - 프레스 : 카이저 케르베우스, 쿼드 케찰콰틀
  - 오르빗 : 와일드 와이번, 애시드 아누비스
  - 재기 : 다크 데스사이저, 트윈 네메시스
  - 임팩트 : 제노 엑스칼리버
  - 웨이트 : 질리온 제우스
  - 스파이럴 : 로스트 롱기누스
  - 클로 : 홀리 호루스드
  - 일딩 : 예거 이그드라실
  - 니들 : 언록 유니콘
  - 트랜스 : 노바 넵튠, 알타 크로노스
  - 홀드 : 비스트 베히모스
  - 사이클 : 제일 요르문간드
  - 리부트 : 갓 발키리
  - 얼티메이트 리부트 : 스트라이크 갓 발키리
  - 낫싱 : 드레인 파브닐, 미라지 파브닐
  - 루프 : 크라이스 사탄
  - 플뤼겔 : 블레이즈 라그나로크, 맥시멈 가루다
  - 아토믹 : 토네이도 와이번, 아크 바하무트, 데드 피닉스, 해저드 케르베우스
  - 헌터 : 킬러 데스사이저, 비트 쿠쿨칸
  - 베어링 : 딥 카오스
  - 타워 : 쉘터 레굴루스
  - 아이언 : 지크 엑스칼리버
  - 가드 : 블라스트 지니어스
  - 머지 : 레전드 스프리건
  - 제타 : 스프리건 레퀴엠
  - 디스트로이 : 나이트메어 롱기누스, 바이스 레오 파드
  - 익스텐드 : 제트 아킬레스
  - 디멘션 : 초제트 아킬레스
  - 야드 : 엠퍼러 포르네우스
  - 웨지 : 크래시 라그나로크, 스크류 트라이던트
  - 오퍼레이트 : 헬 샐러맨더
  - 볼카닉 : 위닝 발키리
  - 에볼루션 : 초제트 발키리
  - 업소브 : 가이스트 파브닐
  - 이터널 : 에어 나이트, 아처 헤라클레스
  - 제타 대시 : 초제트 스프리건
  - 프릭션 : 리바이브 피닉스
  - 소드 : 버스터 엑스칼리버
  - 제퍼 대시 : 데드 하데스
  - 퀘스트 : 오브 이지스
  - 졸트 : 블러디 롱기누스
  - 파워 : 슬래시 발키리
  - 차지 : 에이스/그랜드/록 드래곤
  - 이그니션 대시 : 임페리얼 드래곤
  - 킵 : 무신 아수라
  - 불릿 : 베놈/이레이즈 디아볼로스
  - 제너레이트 : 마스터 디아볼로스
  - 라이즈 : 위저드 파브닐
  - 로우 : 헤븐 페가수스
  - 오르빗 메탈 : 드레드 바하무트
  - 얼티메이트 리부트 대시 : 프라임 아포칼립스
  - 하이브리드 : 리겔리아 제네시스
  - 야드 메탈 : 빅뱅 제네시스
  - 트릭 : 저지먼트 조커
  - 스파이럴 대시 : 츠바이 롱기누스
  - 익스텐드 플러스 : 유니온 아킬레스
  - 익시드 : 슈퍼 하이페리온
  - 존 : 킹 헬리오스
  - 익시드 대시 : 하이페리온 번
  - 존 대시 : 헬리오스 볼케이노
  - 에볼루션 대시 : 브레이브 발키리
  - 유니버스 : 커스 사탄
  - 유나이트 대시 : 월드 스프리건
  - 차지 메탈 : 템페스트 드래곤
  - 디스트로이 대시 : 레이지 롱기누스
  - 뫼비우스 : 바리언트 루시퍼
  - 디멘션 대시 : 인피니트 아킬레스
  - 드리프트 : 루시퍼 디 엔드
  - 벤처 : 다이너마이트 벨리알
  - 올마이트 : 데인저러스 벨리알
  - 네버 : 사이클론 라그나로크
  - 킥 : 배니시 파브닐
  - 샷 : 세이비어 발키리
  - 배리어블 대시 : 얼티메이트 발키리
  - 하이 익스텐드 플러스 대시 : 그레이티스트 라파엘
  - 모멘트 : 로어 바하무트
  - 콰트로 : 아스트랄 스프리건
  - 메탈 디스트로이 : 길티 롱기누스
  - 메탈 유니버스 : 프로미넌스 피닉스
- 베이 종류
  - 일반 베이
    - 빅토리 발키리
    - 라이징 라그나로크
    - 카이저 케르베우스
    - 와일드 와이번
    - 다크 데스사이저
    - 스톰 스프리건
    - 제노 엑스칼리버
    - 질리온 제우스
    - 예거 이그드라실
    - 쿼드 케찰콰틀
    - 비스트 베히모스
    - 기간트 가이아
    - 제일 요르문간드
    - 애시드 아누비스

  - 특수기능을 보유한 베이
    - 갓 발키리(레이어의 용수철이 반동을 일으켜 회전력을 일으키는 기능, 갓 리부트)
    - 스트라이크 갓 발키리(얼티메이트 갓 리부트)
    - 드레인 파브닐, 미라지 파브닐(낫싱 브레이크)
    - 크라이스 사탄(롤러 디펜스, 사이클론 루프)
    - 토네이도 와이번(완충 레이어)
    - 킬러 데스사이저(더블 스트라이크)
    - 블라스트 지니어스(사이클론 월, 사이클론 카운터, 가드 트위스트)
    - 가이스트 파브닐(업소브 브레이크)
    - 슬래시 발키리(파워 드라이버의 스프링이 내려갈시, 레이어의 락이 단단해짐)
    - 슈퍼 하이페리온&킹 헬리오스(드라이버 카운터 공격)
    - 바리언트 루시퍼(바리언트 월)

  - 레이어, 디스크, 드라이버가 움직이는 베이
    - 홀리 호루스드(드라이버)
    - 갓 발키리(레이어)
    - 크라이스 사탄(레이어)
    - 블레이즈 라그나로크(레이어)
    - 토네이도 와이번(레이어, 드라이버)
    - 킬러 데스사이저(레이어)
    - 딥 카오스(레이어)
    - 블라스트 지니어스(레이어, 드라이버)
    - 크래시 라그나로크(레이어)
    - 가이스트 파브닐(레이어, 드라이버)
    - 데드 피닉스(드라이버)
    - 해저드 케르베우스(레이어, 드라이버)
    - 슬래시 발키리(디스크)
    - 에이스.그랜드.록 드래곤(디스크)
    - 임페리얼 드래곤(레이어)
    - 무신 아수라, 커스 사탄[5](디스크)
    - 위저드 파브닐(디스크, 드라이버)
    - 슈퍼 하이페리온, 킹 헬리오스(드라이버)
    - 글라이드 라그나로크(레이어)
    - 바리언트 루시퍼(레이어)

  - 모드 체인지가 가능한 베이
    - 노바 넵튠
    - 알타 크로노스
    - 쉘터 레굴루스
    - 스프리건 레퀴엠
    - 트윈 네메시스
    - 제트 아킬레스
    - 초제트 아킬레스
    - 헬 샐러맨더
    - 초제트 스프리건
    - 유니온 아킬레스
    - 인피니트 아킬레스
    - 템페스트 드래곤

  - 프레임 보유 베이
    - 갓 발키리
    - 스트라이크 갓 발키리
    - 크라이스 사탄
    - 블레이즈 라그나로크
    - 알타 크로노스
    - 토네이도 와이번
    - 킬러 데스사이저
    - 딥 카오스
    - 맥시멈 가루다
    - 쉘터 레굴루스
    - 블라스트 지니어스
    - 아크 바하무트
    - 트윈 네메시스
    - 비트 쿠쿨칸
    - 크래시 라그나로크
    - 스크류 트라이던트
    - 가이스트 파브닐
    - 에어 나이트
    - 초제트 스프리건
    - 바이스 레오파드
    - 버스터 엑스칼리버
    - 데드 하데스
    - 헤븐 페가수스
    - 드레드 바하무트
    - 프라임 아포칼립스
    - 저지먼트 조커

  - 회전력을 흡수하는 베이
    - 드레인 파브닐
    - 스프리건 레퀴엠
    - 가이스트 파브닐
    - 미라지 파브닐
    - 배니시 파브닐

  - 락이 돌아갈시 특수 기능이 발동되는 베이[6]
    - 지크 엑스칼리버
    - 아크 바하무트
    - 비트 쿠쿨칸
    - 리바이브 피닉스
    - 데드 피닉스
    - 버스터 엑스칼리버
    - 헤븐 페가수스
    - 드레드 바하무트
    - 하이페리온 번
    - 헬리오스 볼케이노
    - 템페스트 드래곤
    - 루시퍼 디 엔드

  - 양회전 베이
    - 레전드 스프리건
    - 스프리건 레퀴엠
    - 초제트 스프리건
    - 디아볼로스
    - 월드 스프리건
    - 아스트랄 스프리건

  - 레이어-디스크, 디스크-드라이버가 일체형인 베이
    - 나이트메어 롱기누스
    - 임페리얼 드래곤
    - 마스터 디아볼로스
    - 리겔리아 제네시스

  - 초제트 각성 베이
    - 초제트 아킬레스
    - 초제트 발키리
    - 초제트 스프리건

  - 특수 파츠를 보유한 베이
    - 리바이브 피닉스
    - 데드 피닉스
    - 빅뱅 프라임 아포칼립스
    - 빅뱅 제네시스
    - 유니온 아킬레스
    - 인피니트 아킬레스

  - 메탈 파츠가 레이어, 드라이버에 포함된 베이(웨이트, 아머 제외)
    - 제트 아킬레스
    - 엠퍼러 포르네우스
    - 초제트 아킬레스
    - 크래시 라그나로크
    - 헬 샐러맨더
    - 위닝 발키리
    - 초제트 발키리
    - 가이스트 파브닐
    - 에어 나이트
    - 초제트 스프리건
    - 리바이브 피닉스
    - 데드 피닉스
    - 바이스 레오파드
    - 버스터 엑스칼리버
    - 블러디 롱기누스
    - 아처 헤라클레스
    - 에이스.그랜드.록 드래곤
    - 베놈.이레이즈 디아볼로스
    - 헤븐 페가수스
    - 드레드 바하무트
    - 프라임 아포칼립스
    - 리겔리아 제네시스
    - 빅뱅 제네시스
    - 츠바이 롱기누스
    - 레이지 롱기누스

  - 무한 록 시스템을 보유한 베이
    - 제네시스
    - 아포칼립스

## 같이 보기
- 베이블레이드 버스트
- 베이블레이드 버스트의 등장인물 목록
- 베이블레이드 버스트의 에피소드 목록